# Мозир
Мо́зир (біл. Мазы́р, Mazyr) — місто обласного підпорядкування Білорусі, адміністративний центр Мозирського району Гомельської області. Населення становить 112 тис. осіб.

## Географія

### Розташування
Місто розташоване на правому березі Прип'яті на східному Поліссі, на українсько-білоруській етнічній межі, за 133 км на захід від обласного центру і за 320 км на південь від Мінська, у горбистій місцевості у межах Мозирського пасма. На території населеного пункту знаходиться найбільший у Білорусі порт Пхов на річці Прип'ять. Площа Мозиря — 3674 га. Поруч із Мозирем пролягає нафтогін «Дружба». Через Мозир пролягає залізниця Калинковичі — Коростень.
Архітектурно-планувальна система міста обумовлена складним рельєфом Прип'яті. Культурний і історичний центр Мозиря — площа Леніна — географічно знаходиться на околиці міста, на березі Прип'яті. Уздовж річки проходить вулиця Радянська, перпендикулярно якої по руслу і схилах ярів вглиб міста піднімаються інші вулиці.

### Клімат
Клімат у населеному пункті вологий континентальний («Dfb» за класифікацією кліматів Кеппена). Опадів 636 мм на рік. Найменша кількість опадів спостерігається в лютому й сягає у середньому 31 мм. Найбільша кількість опадів випадає в липні — близько 91 мм. Різниця в опадах між сухими та вологими місяцями становить 60 мм. Пересічна температура січня — -6,6 °C, липня — 18,5 °C. Річна амплітуда температур становить 25,1 °C.
| Клімат                            | Клімат | Клімат | Клімат | Клімат | Клімат | Клімат | Клімат | Клімат | Клімат | Клімат | Клімат | Клімат | Клімат |
| Показник                          | Січ.   | Лют.   | Бер.   | Квіт.  | Трав.  | Черв.  | Лип.   | Серп.  | Вер.   | Жовт.  | Лист.  | Груд.  | Рік    |
| Середній максимум, °C             | −3,5   | −1,9   | 3,1    | 12,5   | 19,5   | 23,0   | 24,1   | 23,2   | 18,1   | 11,1   | 3,7    | −0,7   | 11,0   |
| Середня температура, °C           | −6,6   | −5,3   | −0,6   | 7,6    | 13,8   | 17,3   | 18,5   | 17,5   | 13,0   | 7,1    | 1,2    | −3,2   | 6,7    |
| Середній мінімум, °C              | −9,7   | −8,7   | −4,3   | 2,8    | 8,2    | 11,7   | 12,9   | 11,9   | 7,9    | 3,2    | −1,2   | −5,7   | 2,4    |
| Норма опадів, мм                  | 38     | 31     | 33     | 45     | 52     | 86     | 91     | 71     | 53     | 44     | 47     | 45     | 636    |
| --------------------------------- | ------ | ------ | ------ | ------ | ------ | ------ | ------ | ------ | ------ | ------ | ------ | ------ | ------ |
| Джерело: Climate-Data.org (англ.) |        |        |        |        |        |        |        |        |        |        |        |        |        |

## Історія
У письмових джерелах Мозир вперше згадується у 1155 році, коли київський князь Юрій Долгорукий передав його Чернігівському князю Святославу Ольговичу. Входив до складу Київського, Чернігівського і Туровського князівств. З середини XIV століття у складі Великого князівства Литовського. Згадується у переліку руських міст далеких і близьких кінця XIV століття як «київське» місто. З 1569 року — Речі Посполитої. У 1577 році Мозир отримав Магдебурзьке право. Документ про надання цього привілею зберігається в Національному історичному архіві Білорусі.
В результаті пожежі на початку XVII століття мозирський замок і частина міста згоріли. У зв'язку з цим, впродовж 1609—1613 років, були прийняті накази, згідно з якими жителям наказано відбудувати заново замок та міські площі. У XVII столітті тут сталося антифеодальне повстання.
Під час повстання під проводом Хмельницького за місто велися бої між козацькими та польсько-литовськими військами, нетривалий час входило до української козацької держави.

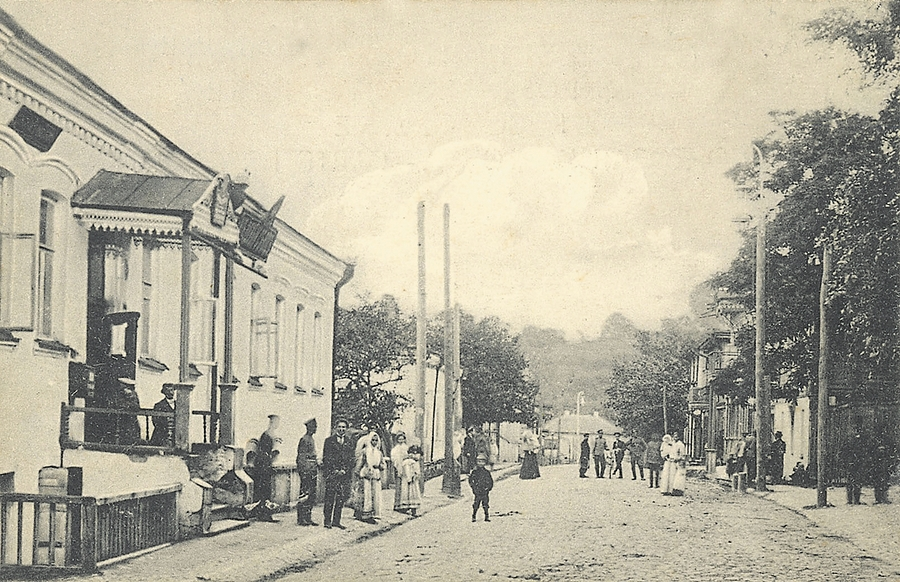
Київська вулиця в Мозирі, на початку XX століття
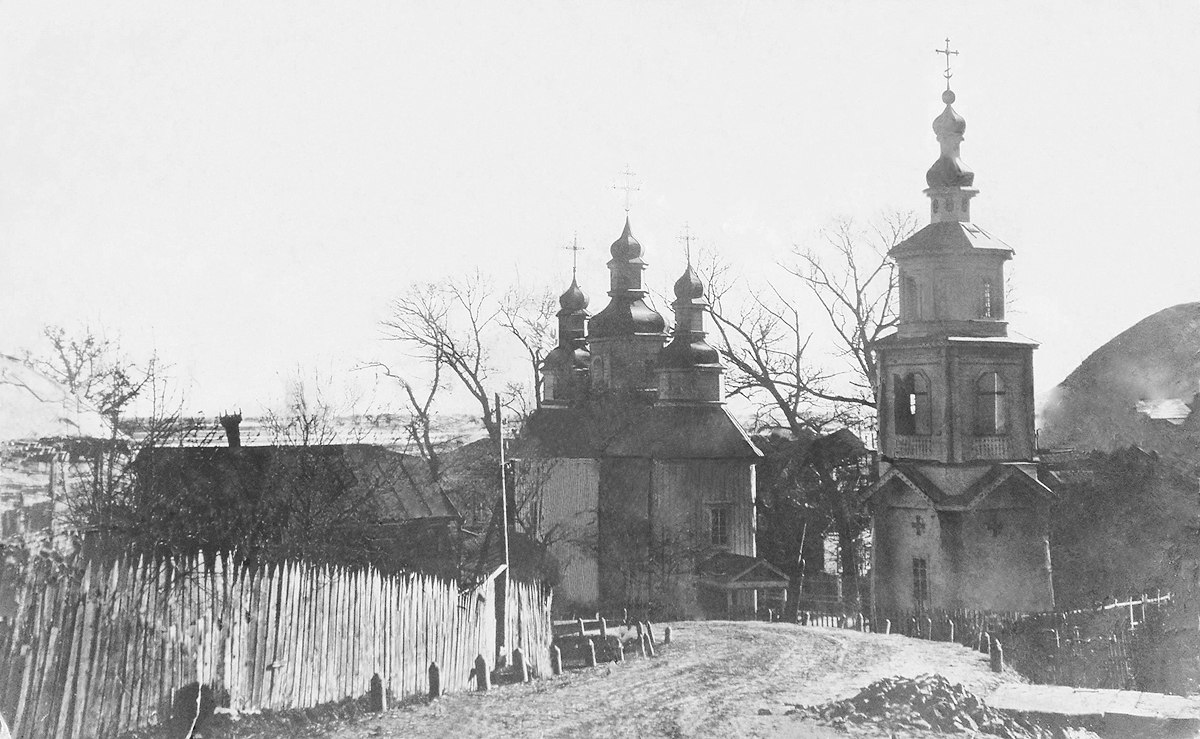
Церква Святої Параскеви П'ятниці у Мозирі,1912 рік
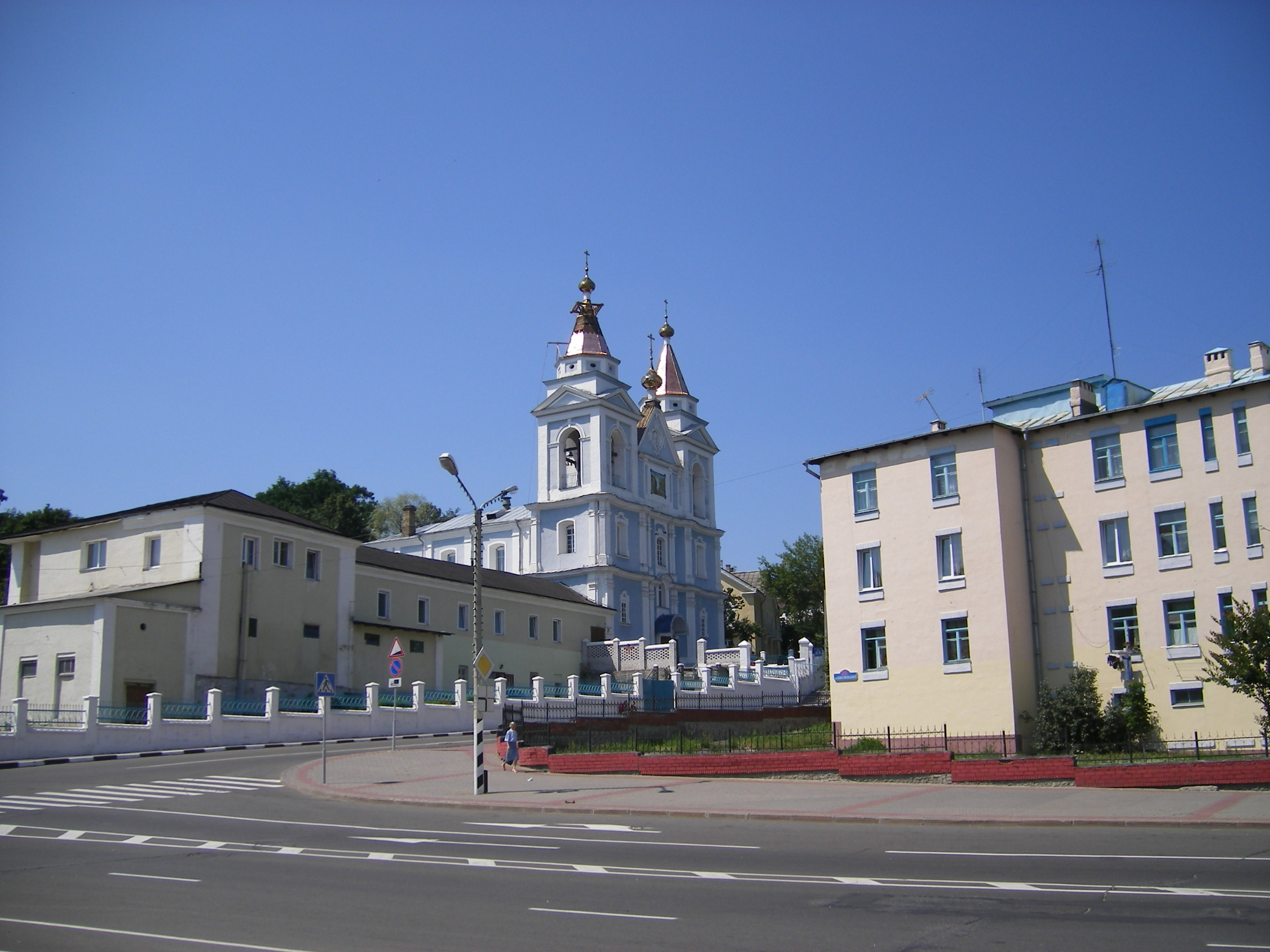
Православний собор святого Михайла
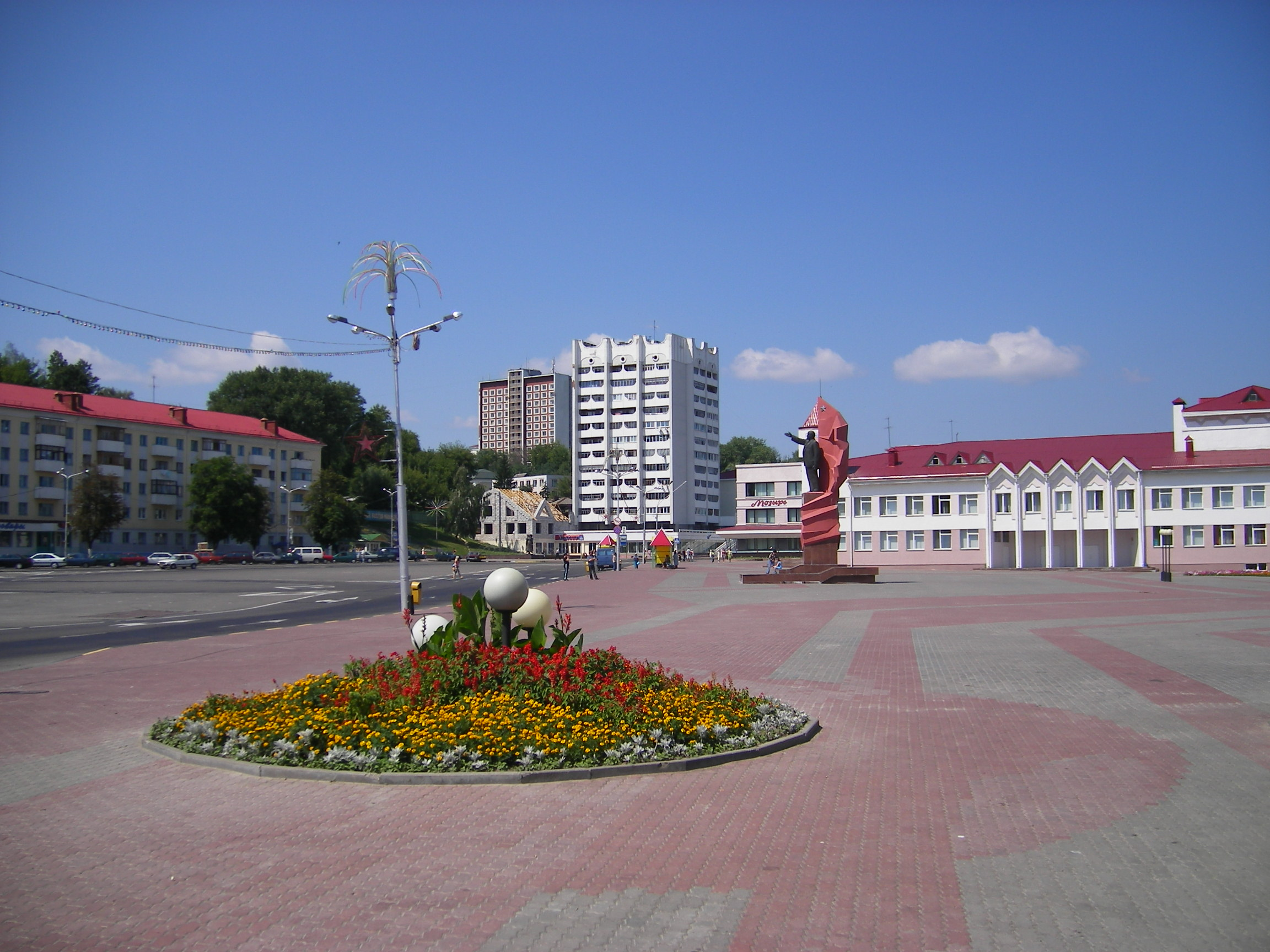
Площа Леніна

Після другого поділу Речі Посполитої 1793 року Мозир увійшов до складу Російської імперії. У грудні 1917 року в Мозирі було встановлено радянську владу. З лютого 1918 року місто було окуповано військами кайзерівської Німеччини. З грудня 1918 року належало до УНР. Місто було центром Поліського староства Української Держави. З 5 березня по 29 червня 1920 року Мозир потрапив під польську окупацію. З 1924 року Мозир — адміністративний центр Мозирського району, у 1926—1930, 1935—1938 роках — центр Мозирського округу, з 1938 року — адміністративний центр Поліської області. У Другу світову війну Мозир був під гітлерівською окупацією з 22 серпня 1941 по 14 січня 1944 роки, входячи з 20 жовтня 1941 року до складу генеральної округи Житомира як центр однойменної округи. Окупанти створили табір смерті, також понад тисячі осіб було вивезено на каторжні роботи до Німеччини. 1943 року щонеділі виходив тижневик біл. «Мозырские известия» (редакція знаходилася за адресою: вул. Київська, 1).
У 1954 році Мозир та Мозирський район увійшли до складу Гомельської області.
28 лютого 2022 року з території міста Мозир, в ході підтримки російського вторгнення в Україну, в бік України було завдано ракетного удару о 02:31 за мінським часом (01:31 за київським).
3 березня 2022 року стало відомо, що у мозирській міській лікарні приймають величезну кількість поранених російських солдат, які брали участь у російському вторгненні в Україну, а морг був переповнений настільки, що в ньому навіть не вистачало місць.

## Єврейська громада
На межі XIX і XX століть Мозир був єврейським містечком. Єврейське населення знищене в роки Другої світової війни, залишки емігрували до Ізраїлю і США.

## Промисловість
- Нафтопереробна — ВАТ «Мозирський нафтопереробний завод»
- Хімічна
- Нафтохімічна
- Машинобудівна
- Металообробна
- Деревообробна
- Легка — ВАТ "Мозирському швейна фабрика"Надекс"
- Харчова — ВАТ «Мозирьсоль», Етанол
- Послуги — ПІКП Полесьепроект — філія-проектні роботи, ОДО Террастройпроект-плюс — проектні роботи, будівельні роботи, поліграфія

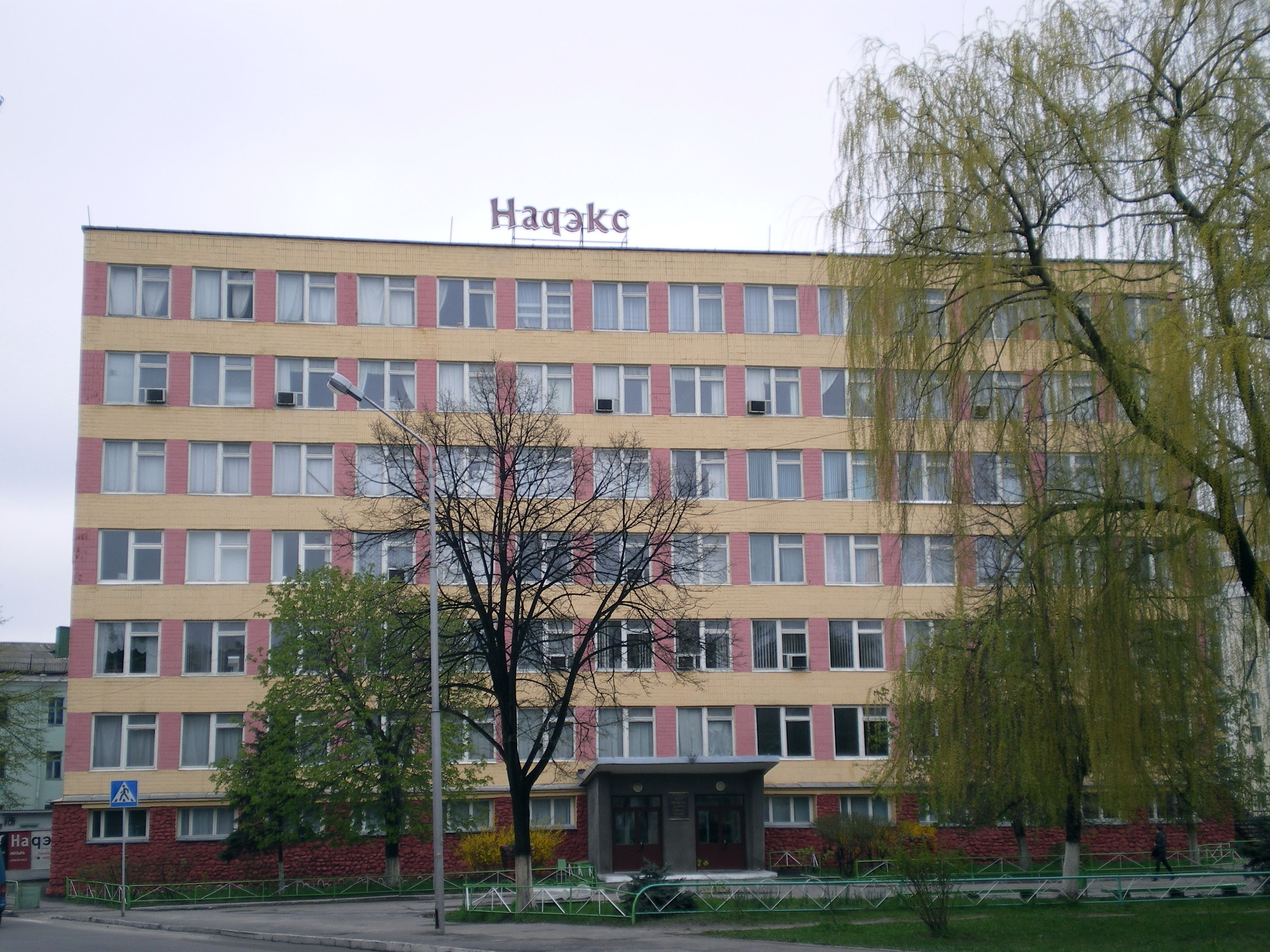
Фабрика «Надекс»
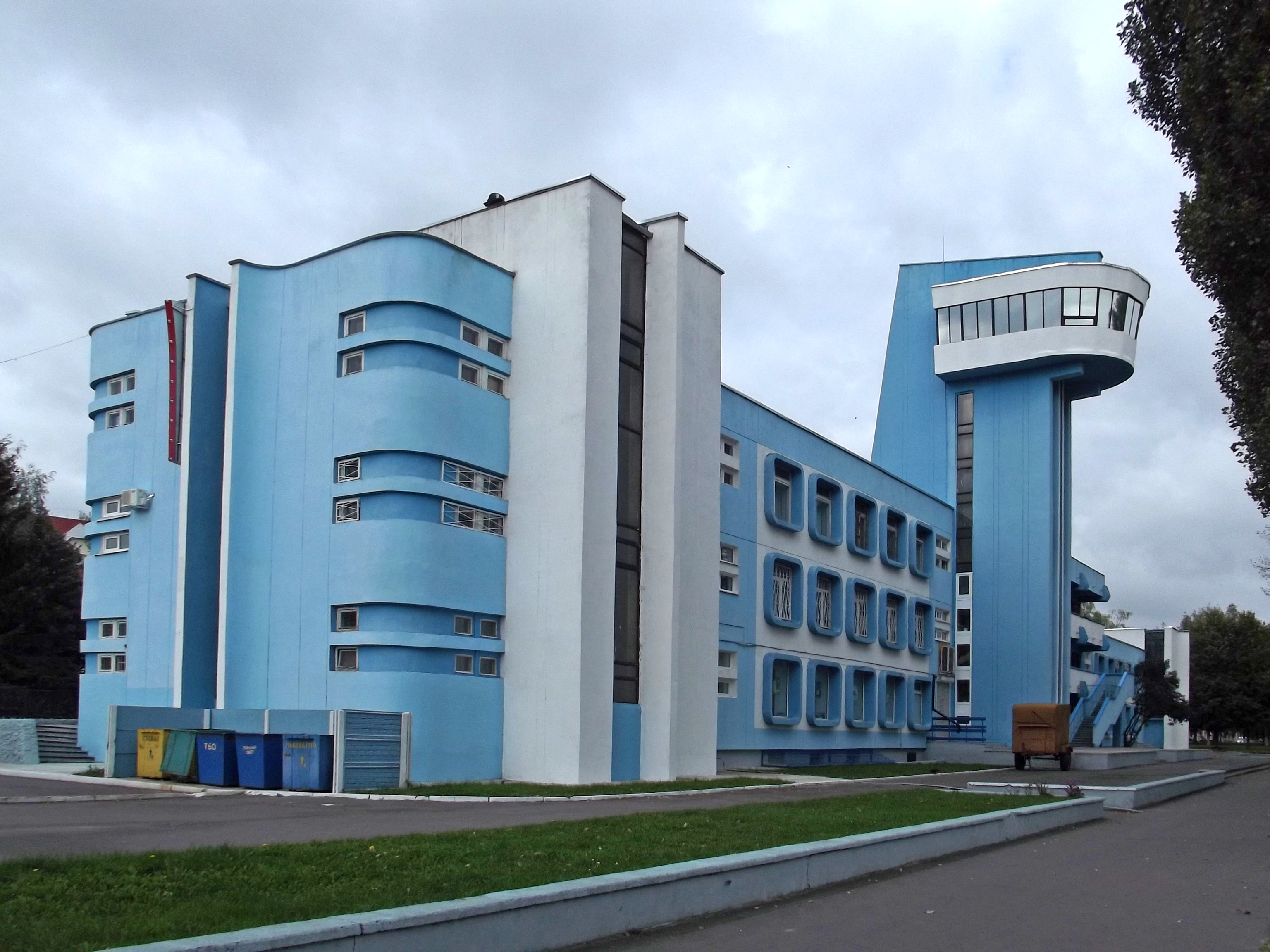
Річне пароплавство
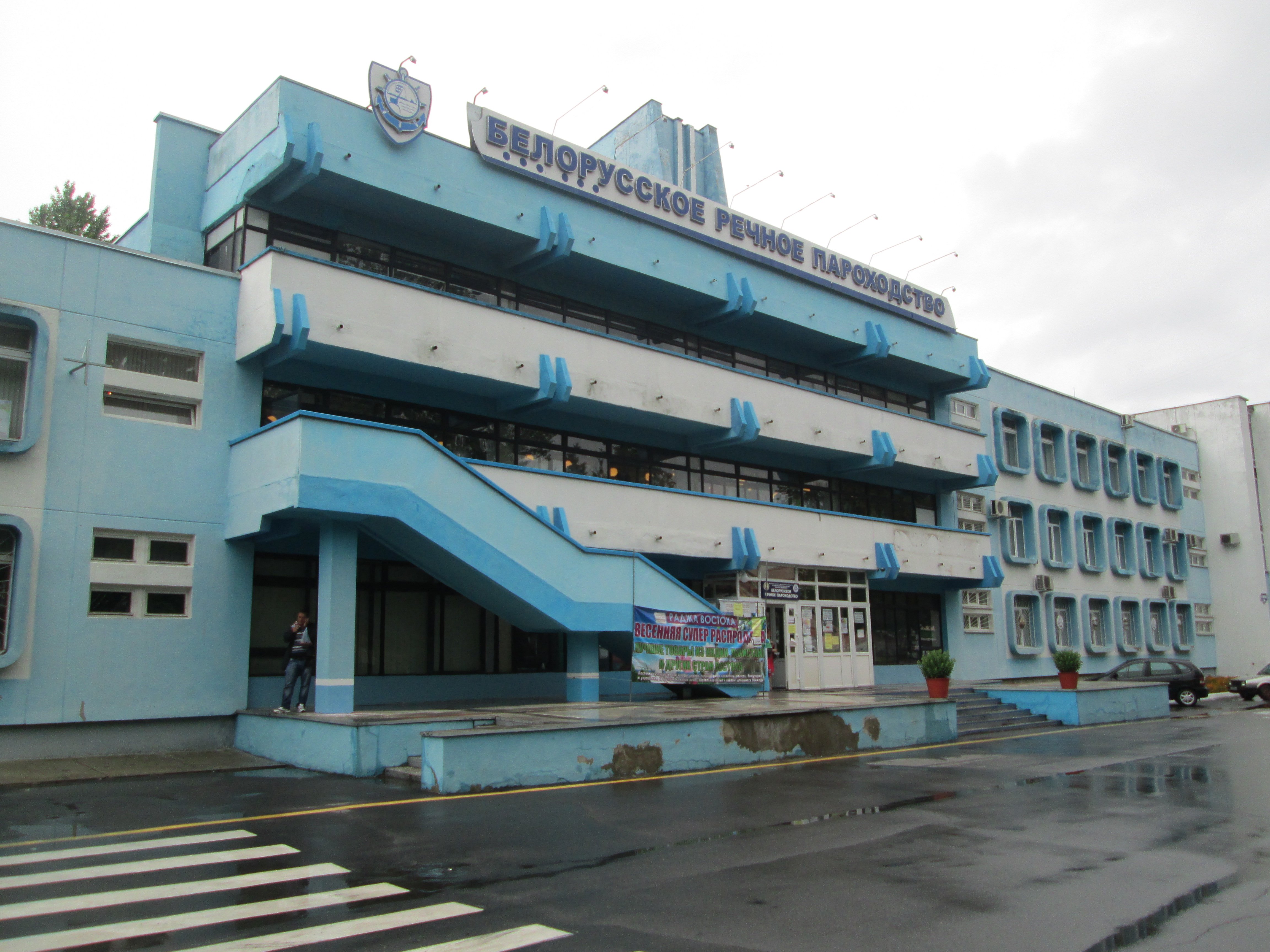
Річне пароплавство
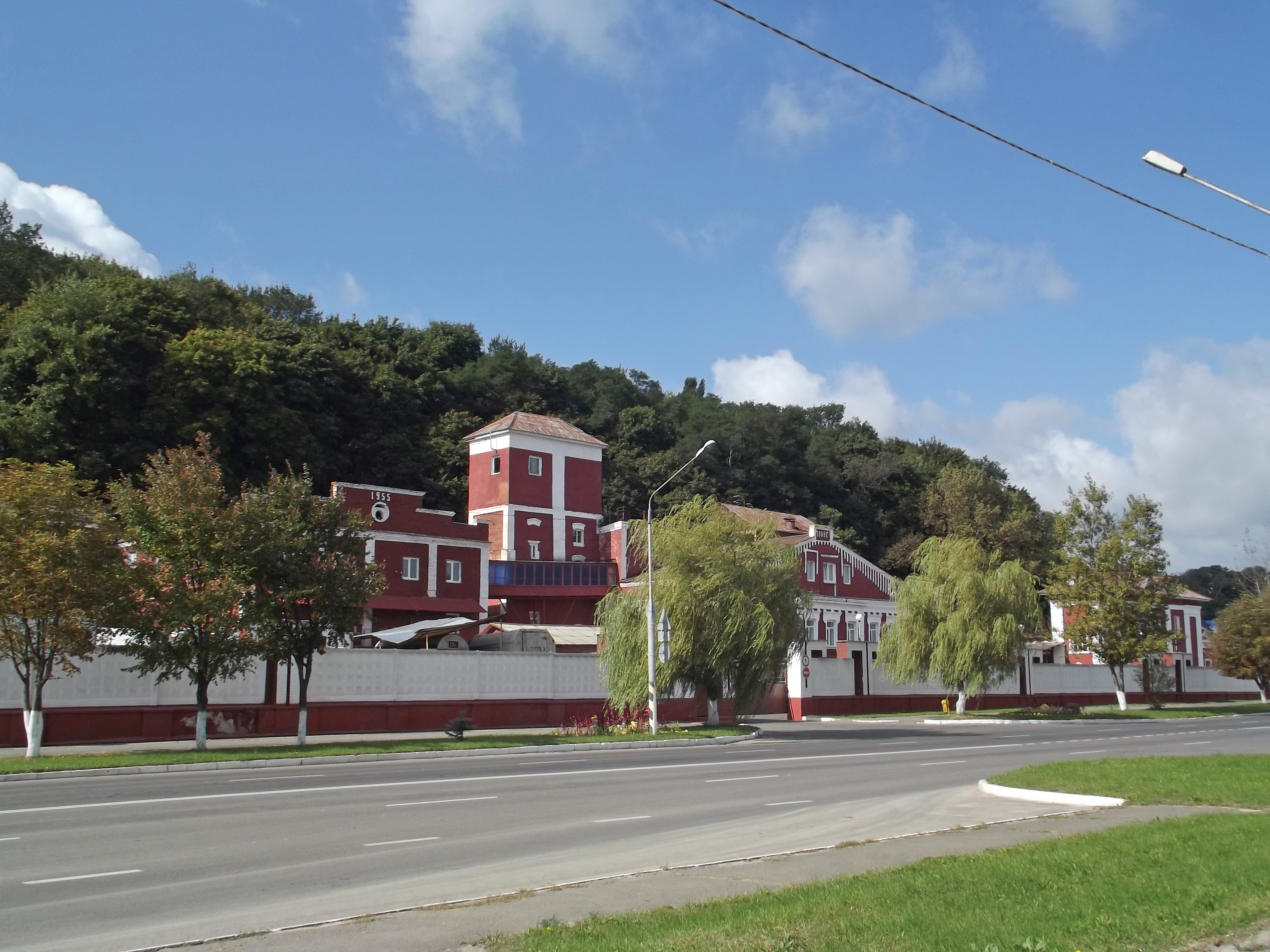
Пивзавод

## Транспорт
У місті, крім автобусів, діє трамвай. Довжина лінії — понад 20 км. Діє один маршрут. Через територію міста пролягає залізнична лінія Калинковичі — Коростень (Україна), на якій розташована залізнична станція Мозир. Річковий транспорт нерозвинений, хоча порт «Пхов» є найбільшим в країні.

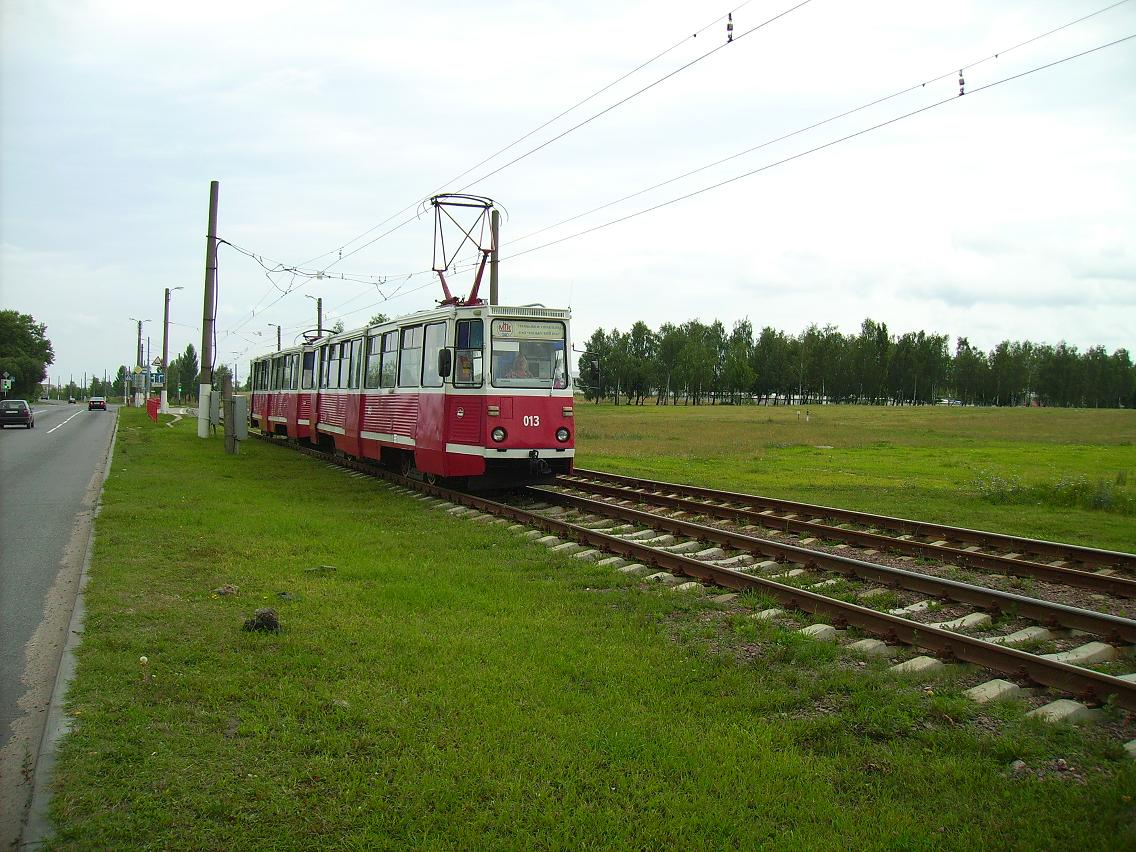
Мозирський трамвай
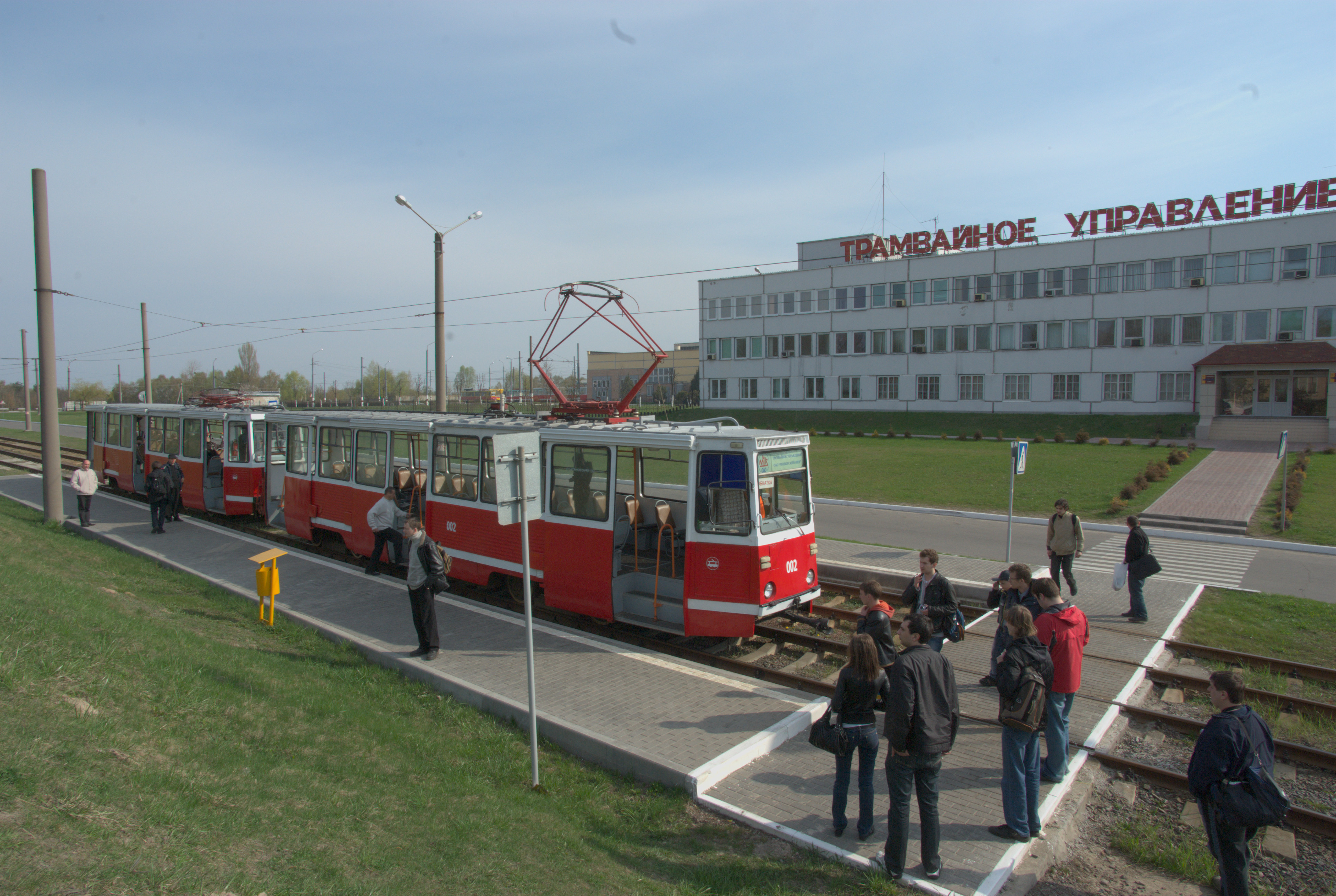
Трамвайне управління
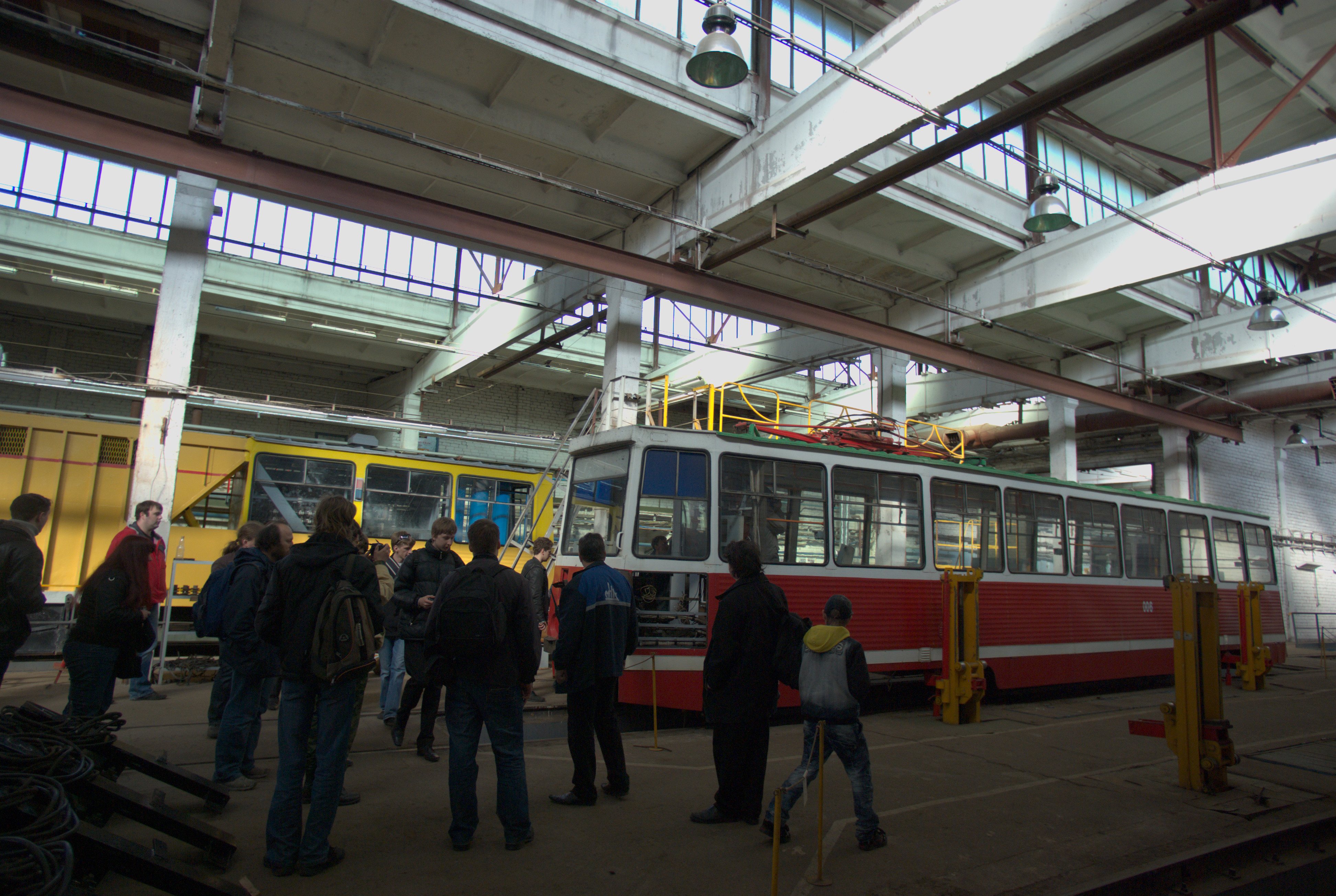
Трамвайне депо
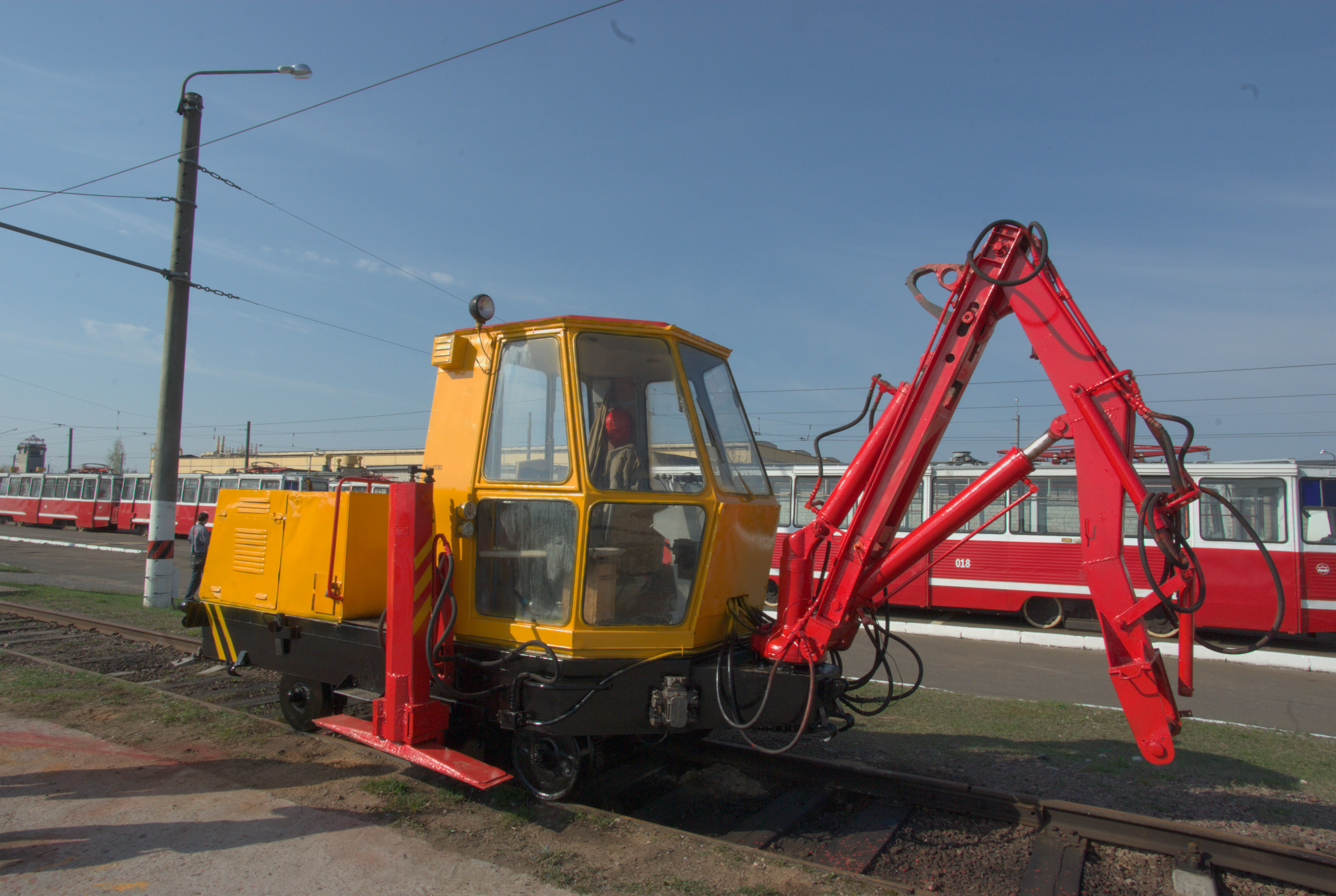
Трамвайний кран

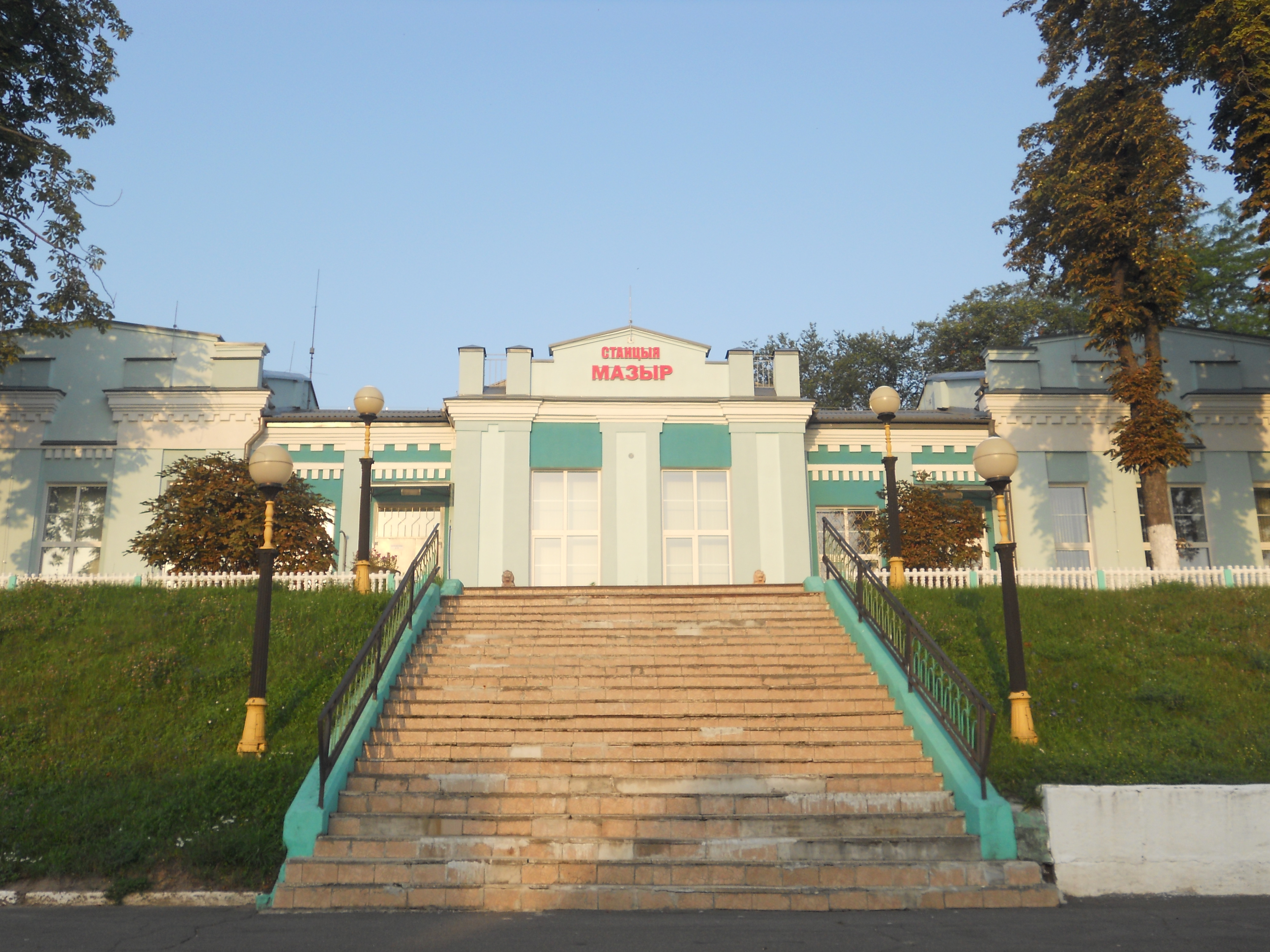
Залізничний вокзал станції Мозир
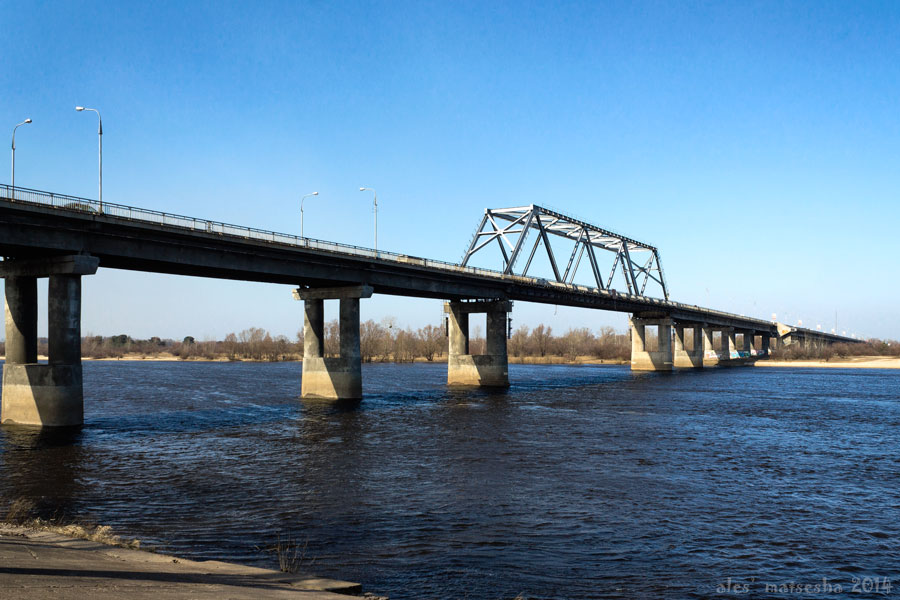
Міст через Прип'ять — найдовший автомобільний міст у Білорусі
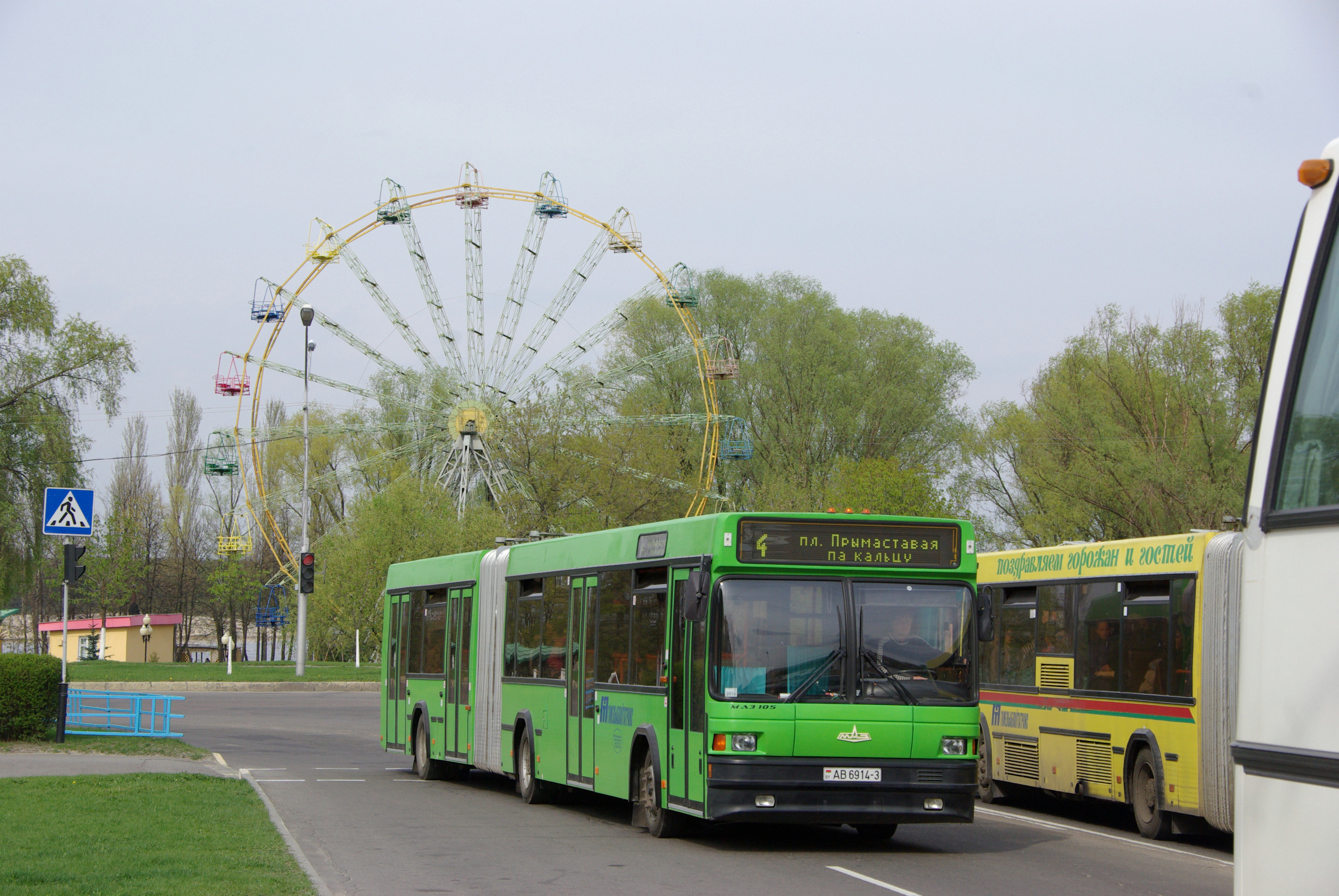
Міський автобус МАЗ 105
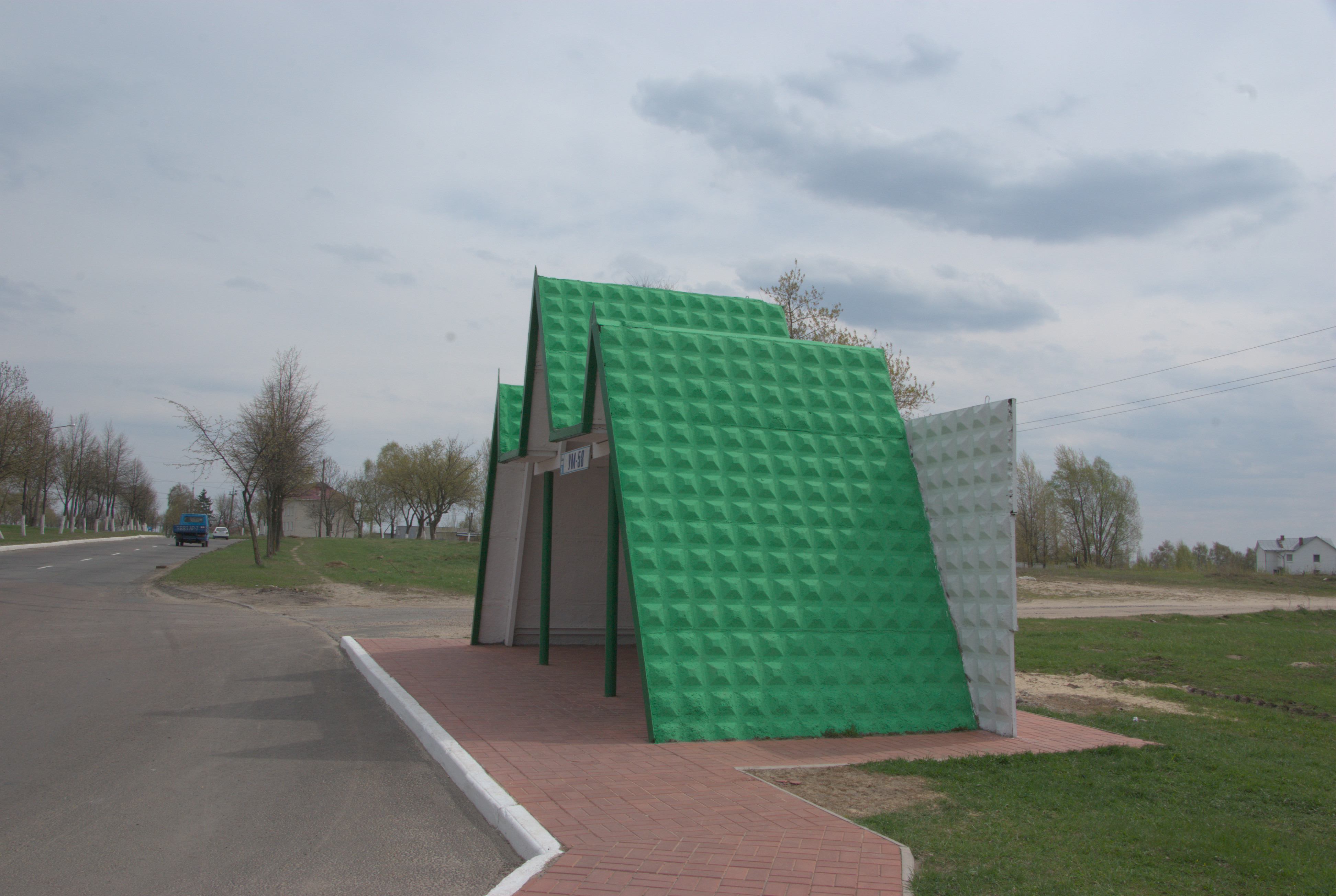
Автобусна зупинка

## Освіта
У місті налічується 15 середніх шкіл, 4 музичні школи, 35 дитячих садів, будівельний технікум, училища — геології, будівельні, олімпійського резерву, медичне училище, Мозирський державний педагогічний університет. У Мозирі працюють курси освітнього центру «Лідер», у якому можна пройти курси за 13-ма програмами навчання.

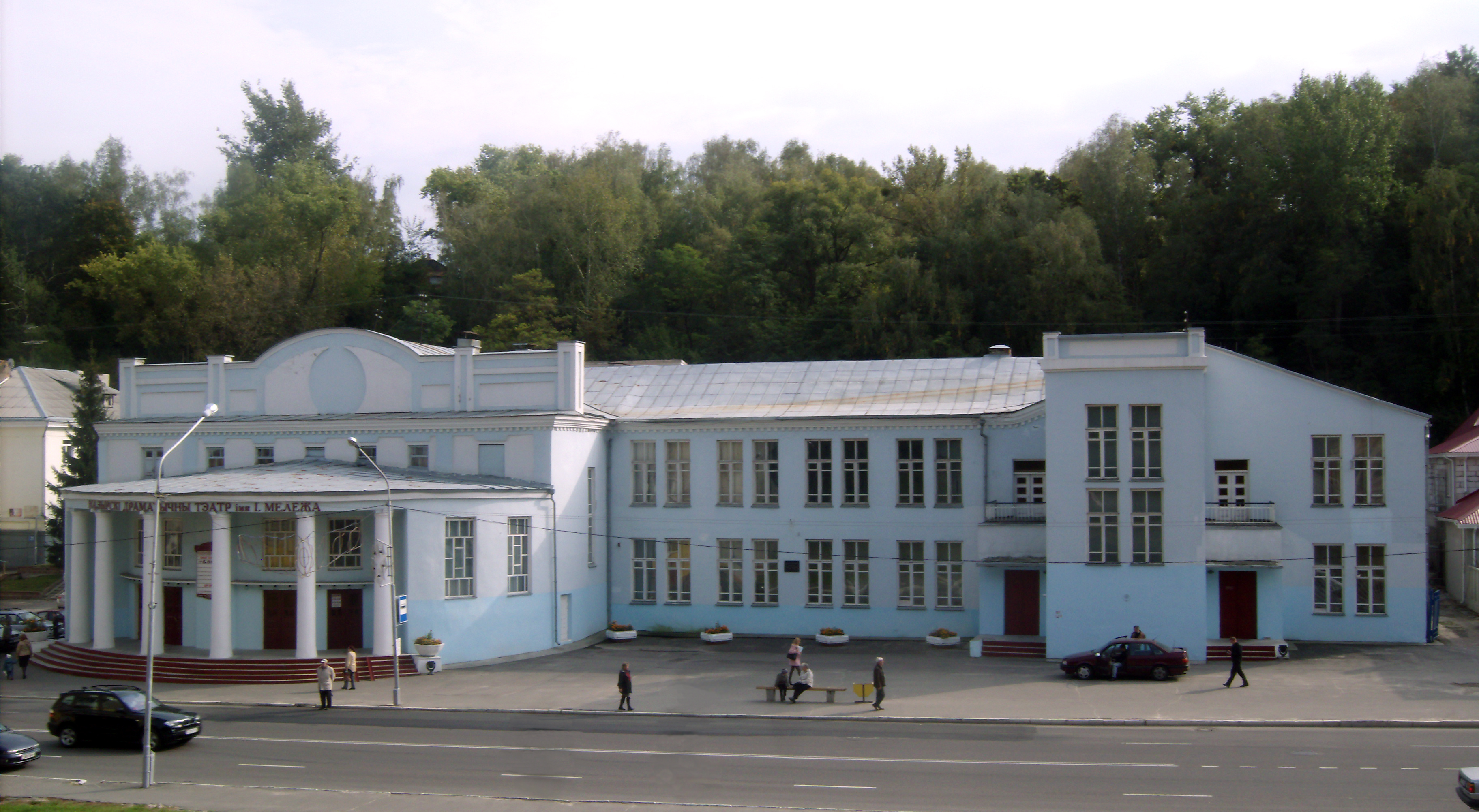
Драматичний театр ім. І. Мележа
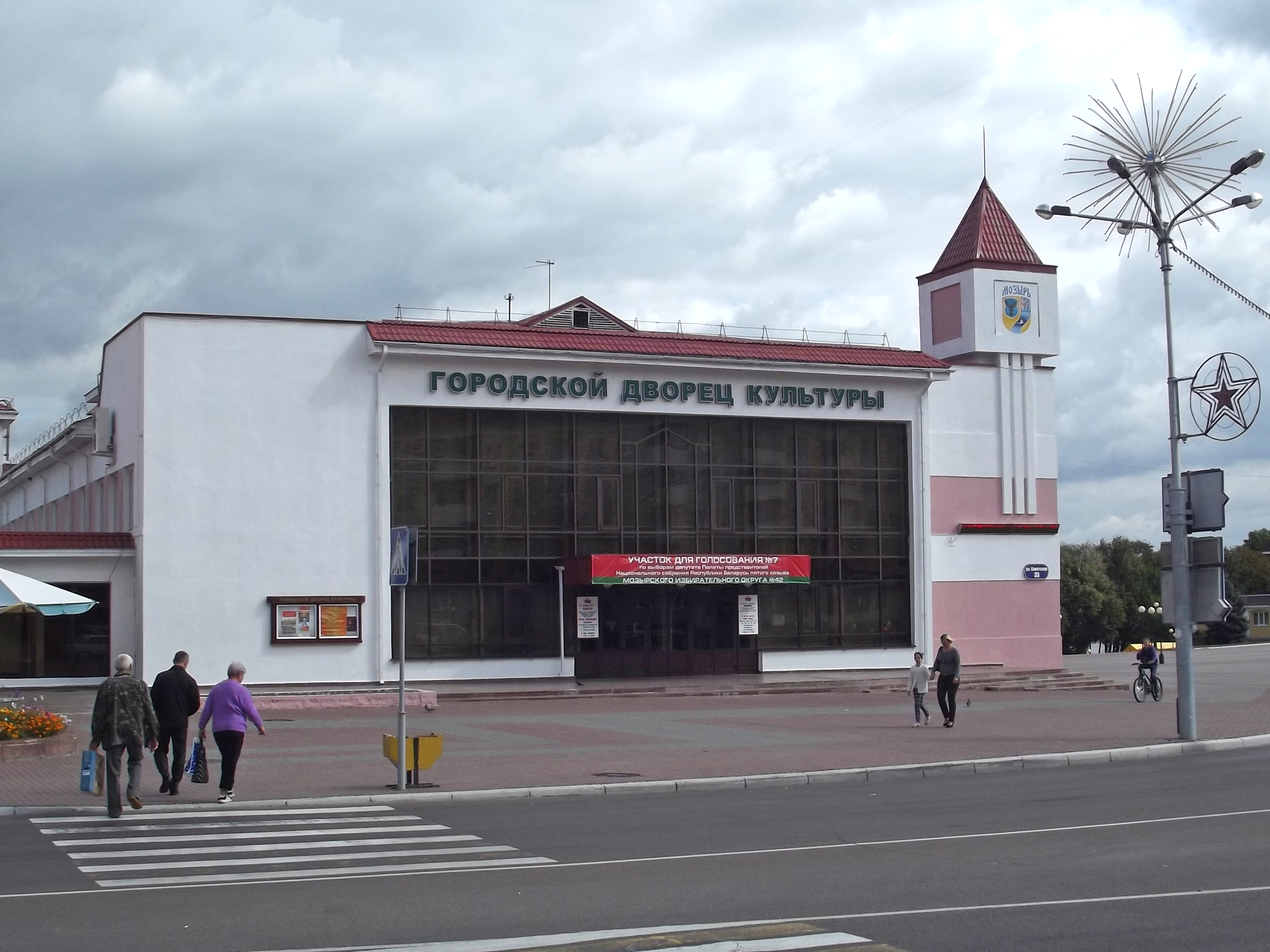
Міський палац Культури
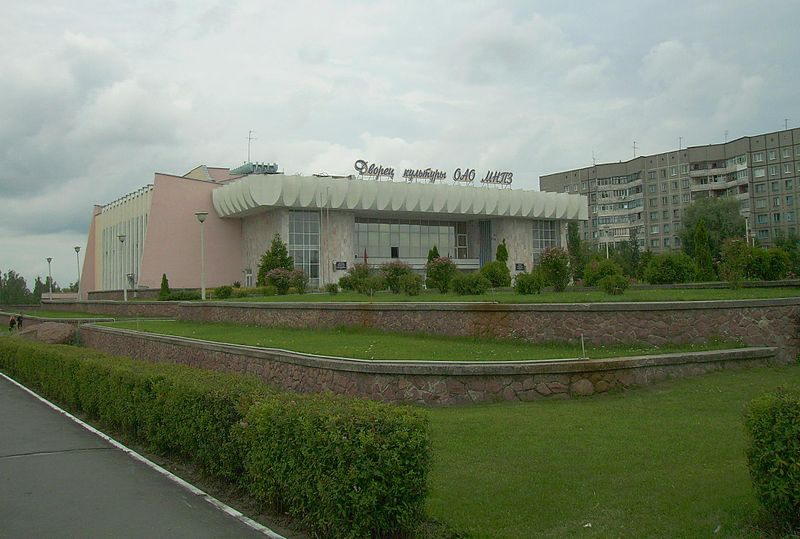
Палац культури МНПЗ
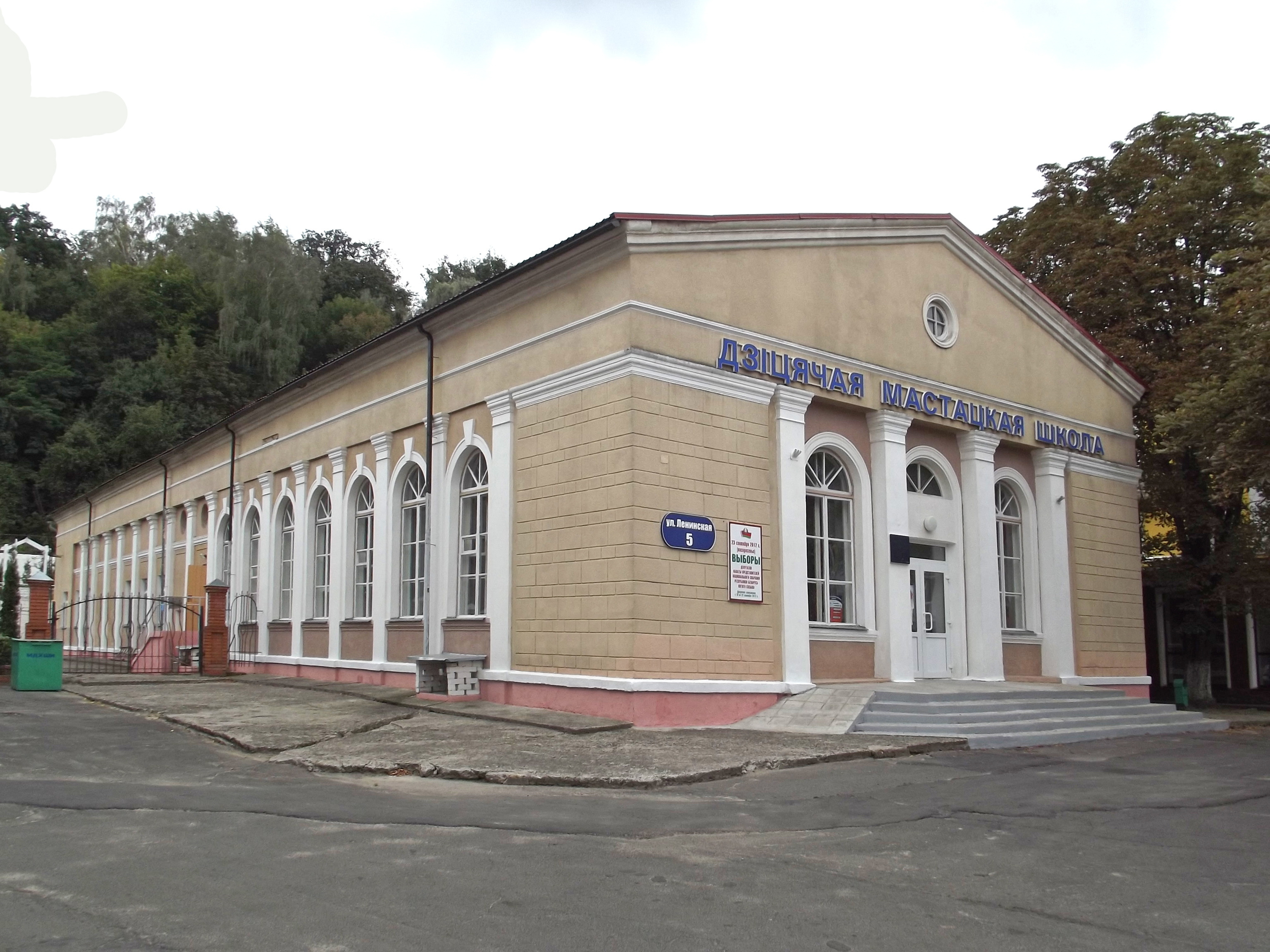
Художня школа

## Культура
У Мозирі є кінотеатр «Мир», драматичний театр імені Івана Мележа. У 1990 році було відкрито Палац культури МНПЗ, приймає в своїх стінах великих зірок. Мешканців міста обслуговують понад 50 бібліотек. У Мозирі є краєзнавчий музей, музей прикладної творчості, міський виставковий зал.

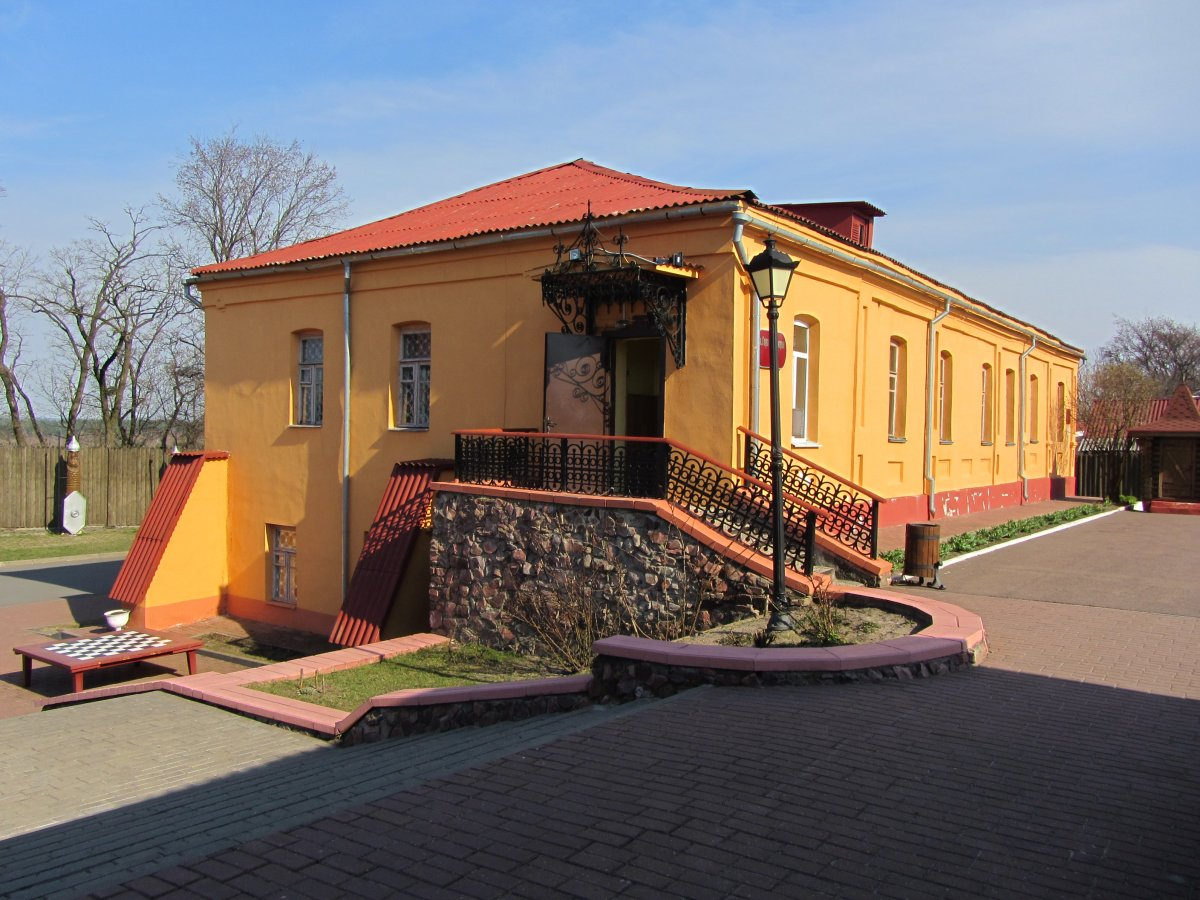
Краєзнавчий музей на Замковій горі
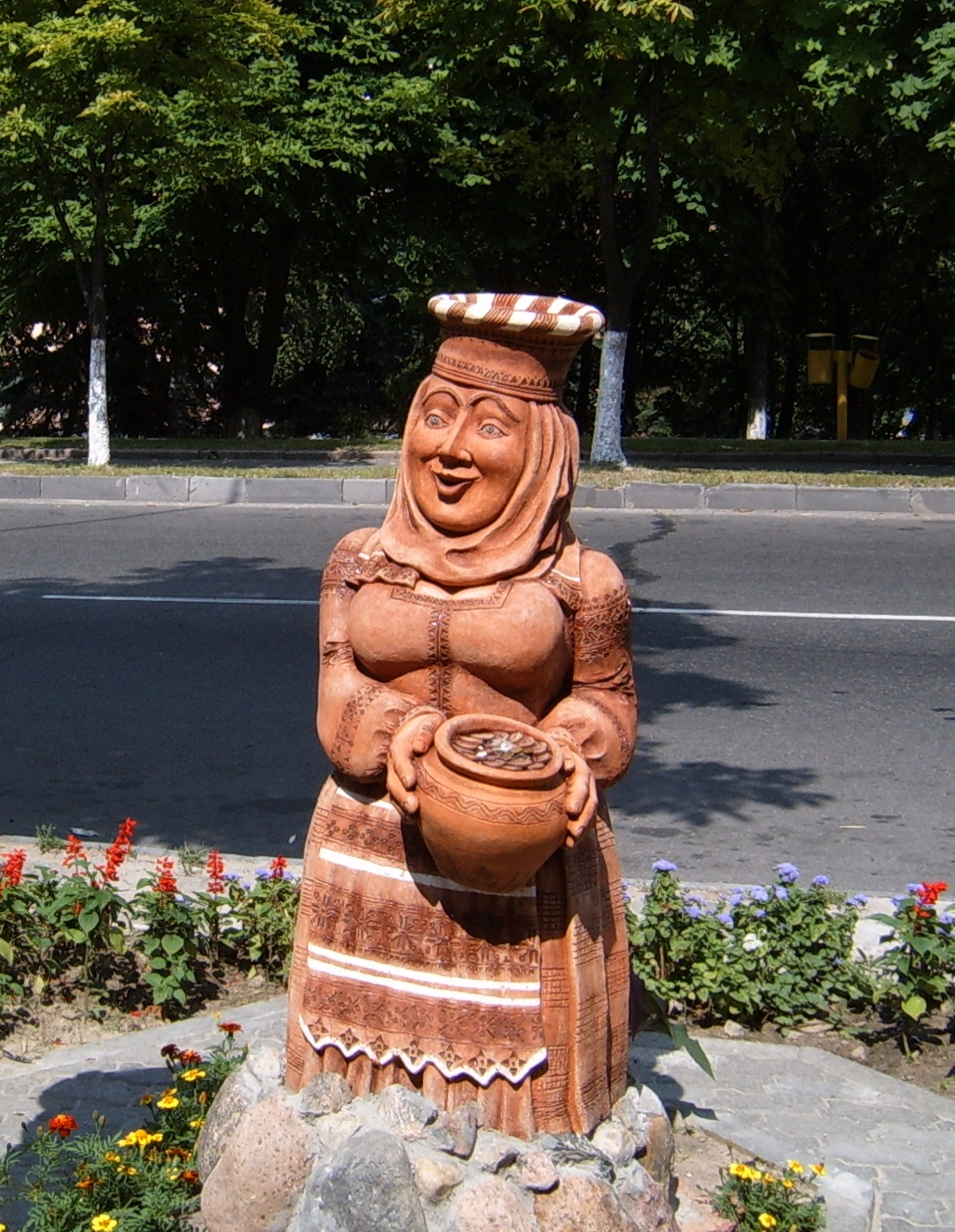
Скульптура
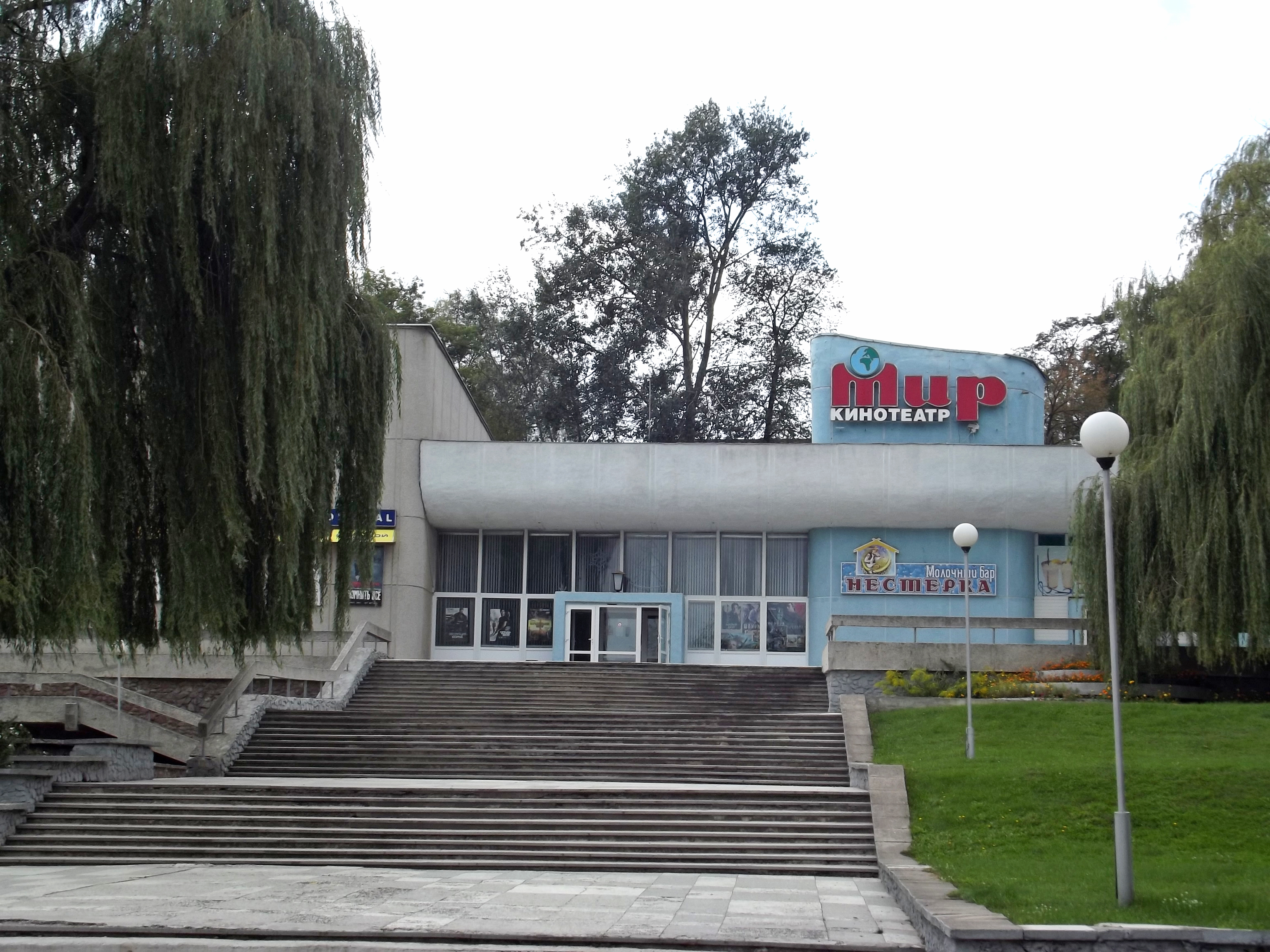
Кінотеатр «Мир»
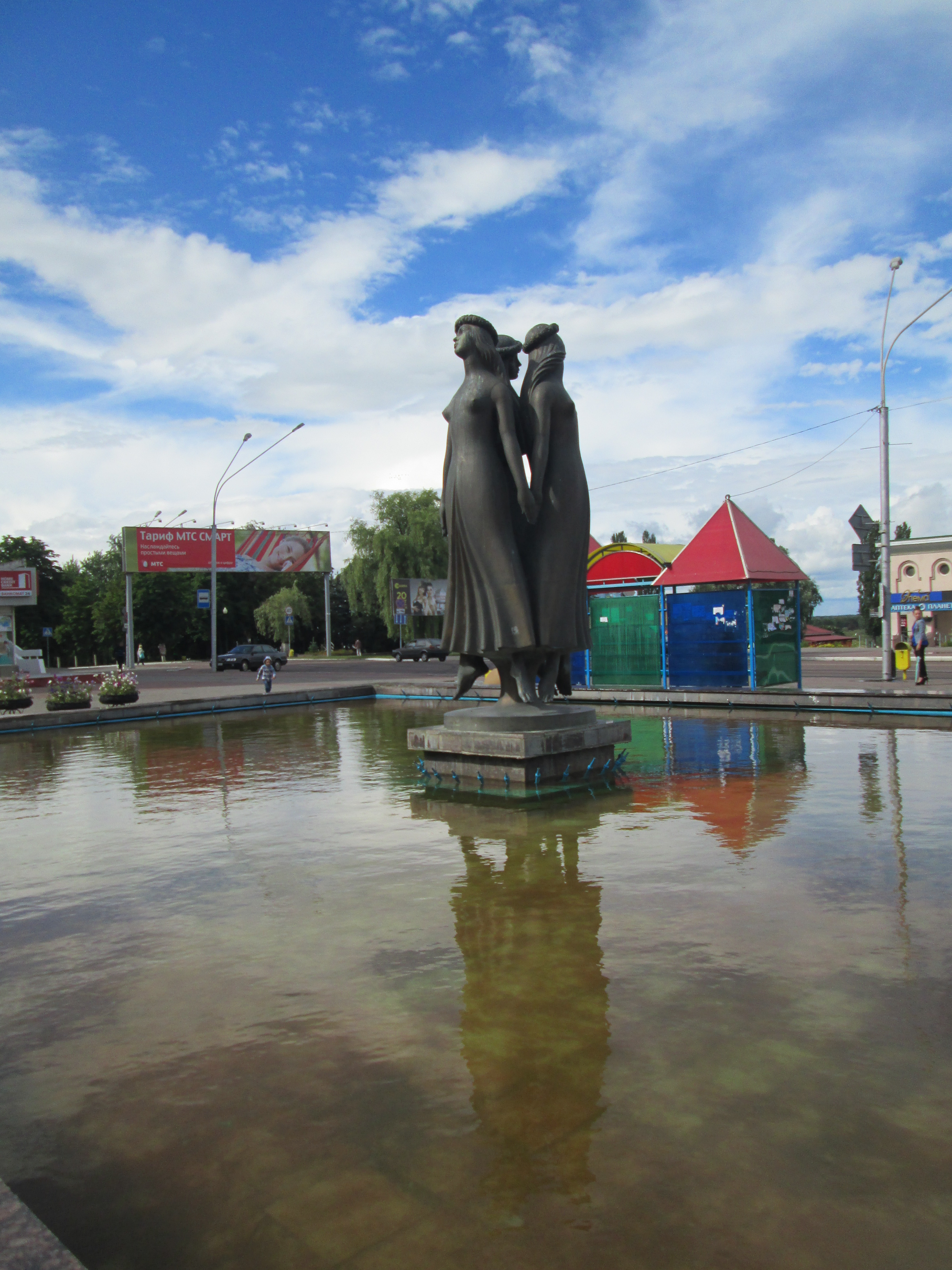
Фонтан

## Спорт
Основні спортивні об'єкти: басейн, 3 стадіону, гірськолижний комплекс, школа олімпійського резерву РБ.

## Уродженці і жителі
- Захарова Олена Іванівна (нар.1907) — радянський вчений в області біології і агротехніки винограду
- Пікман Ізраїль Цуріелевіч (1918—1995) — радянський кінооператор і режисер, фотограф.
- Ксенія Ситник — переможниця дитячого пісенного конкурсу Євробачення 2005.
- Фінберг Михайло Якович (нар. 21 лютого 1947) — відомий диригент і керівник оркестру, народний артист Білорусі, професор
- Суховєй Світлана Іванівна (* 1952) — радянська та білоруська кіно- і театральна акторка.

## Галерея

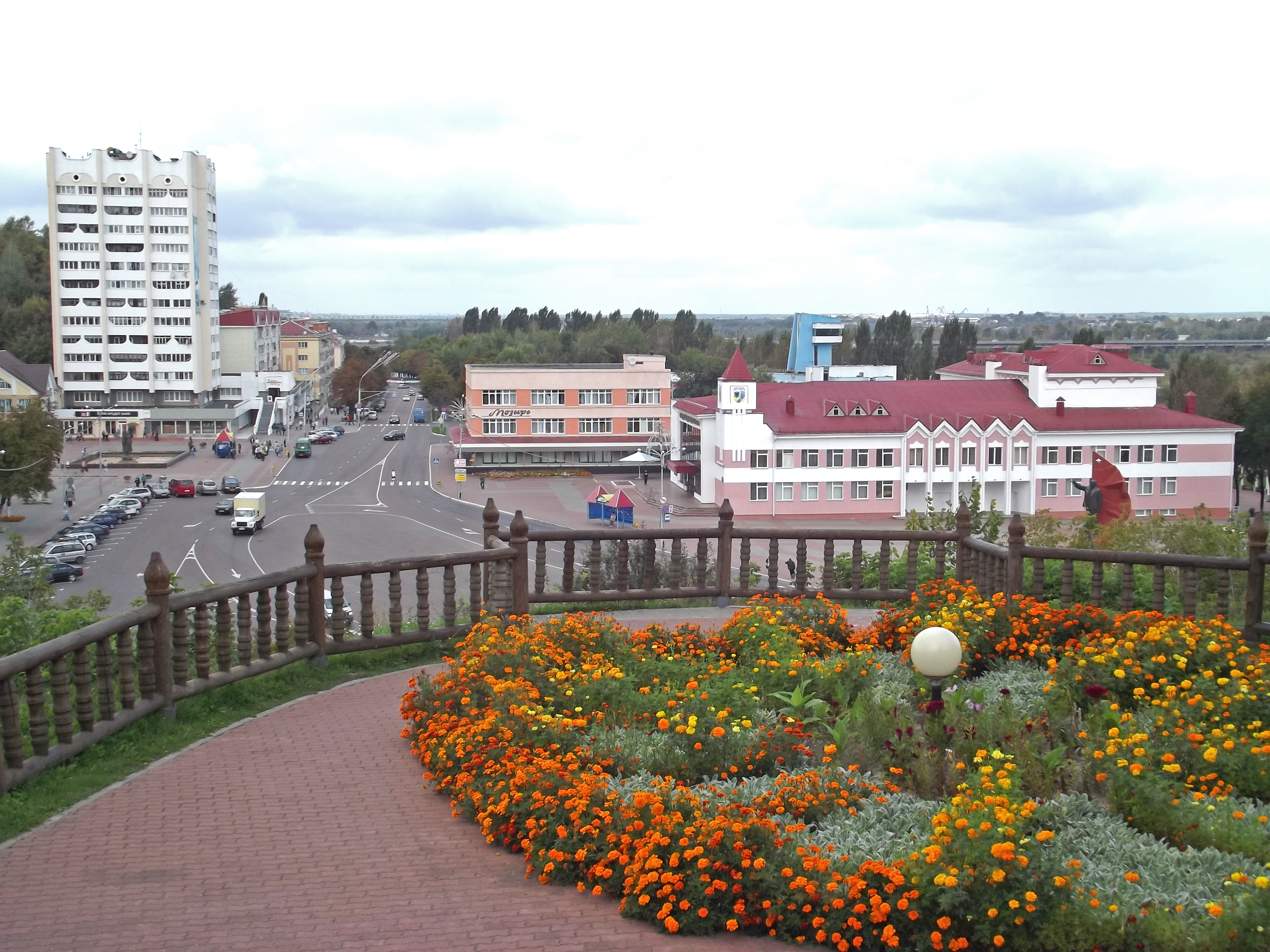
Центр міста
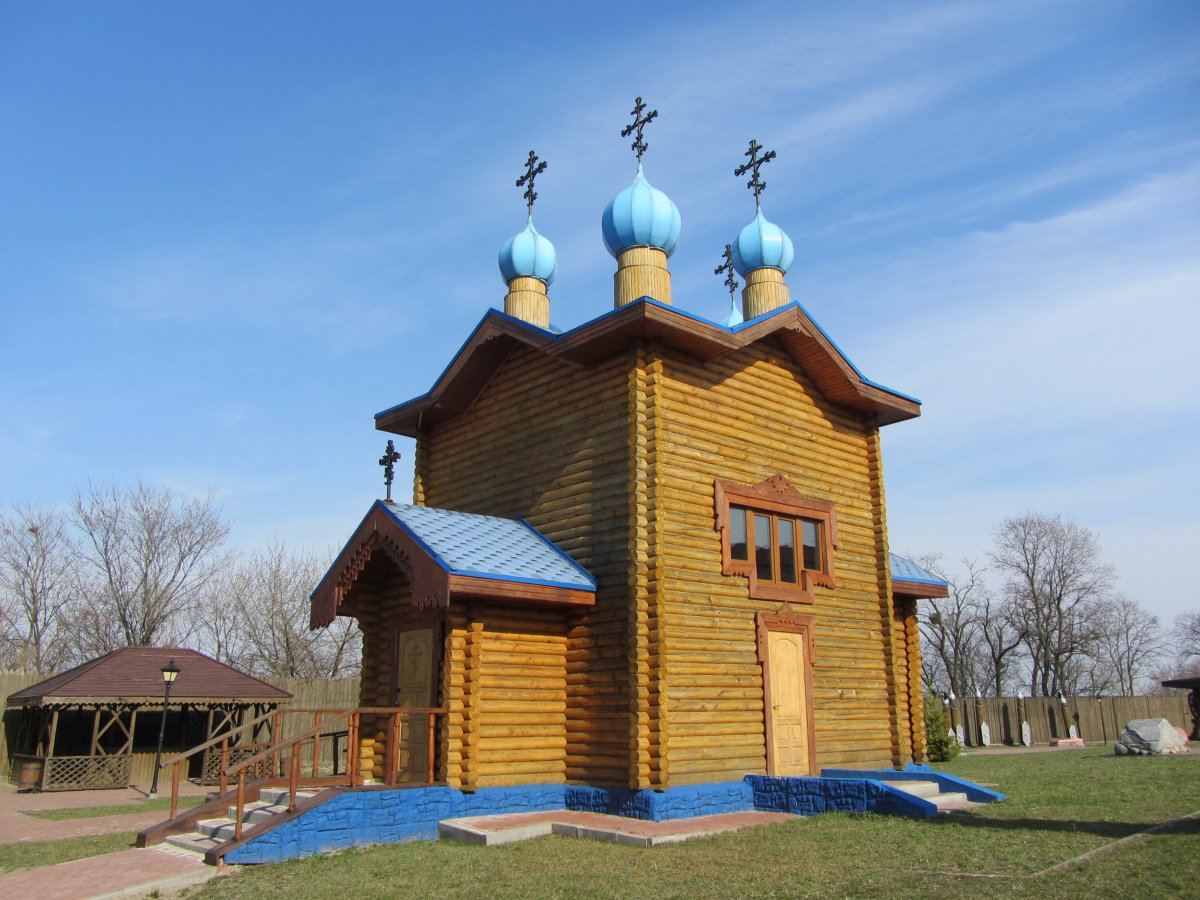
Церква на Замковій горі
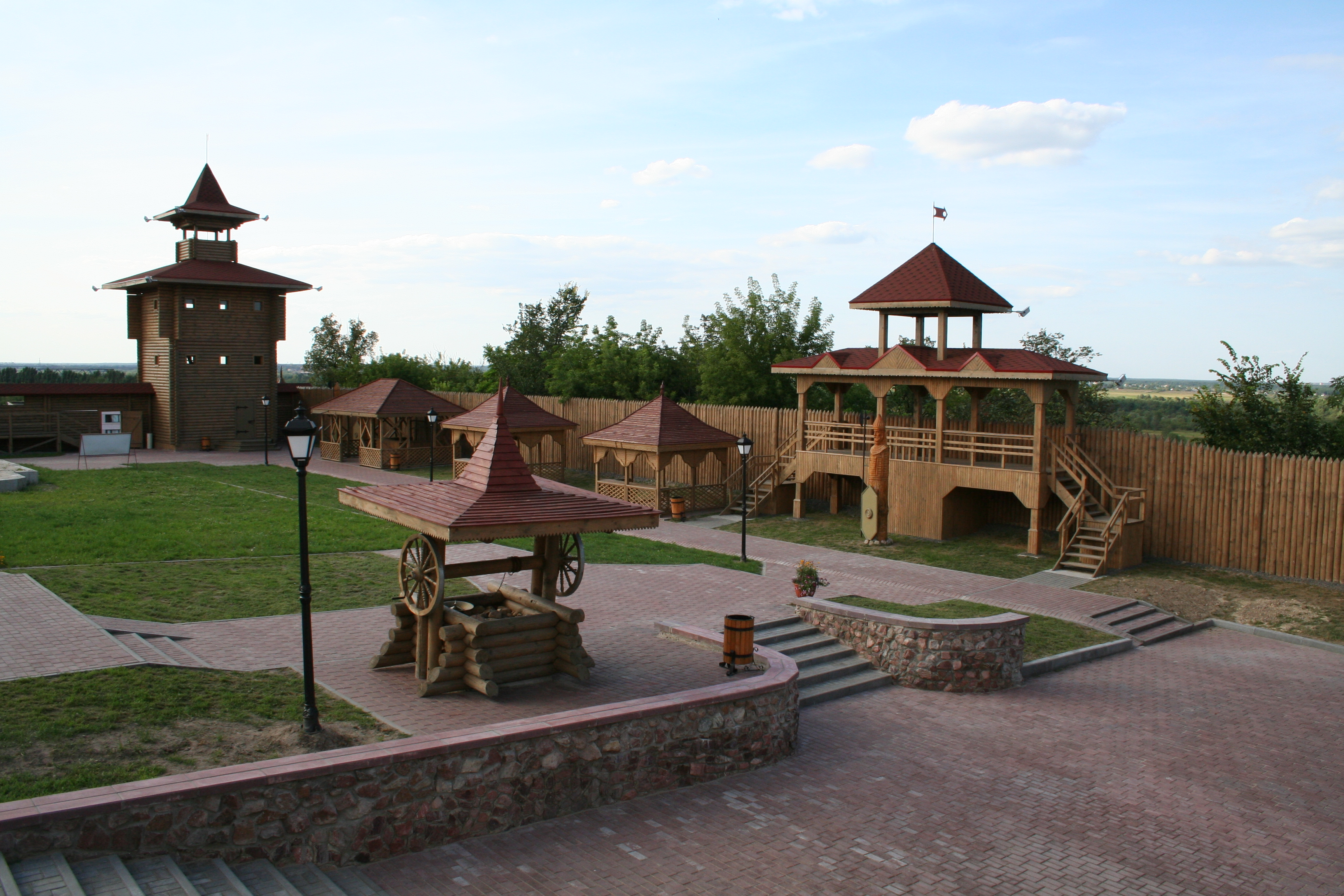
Реконструкція Мозирського замку
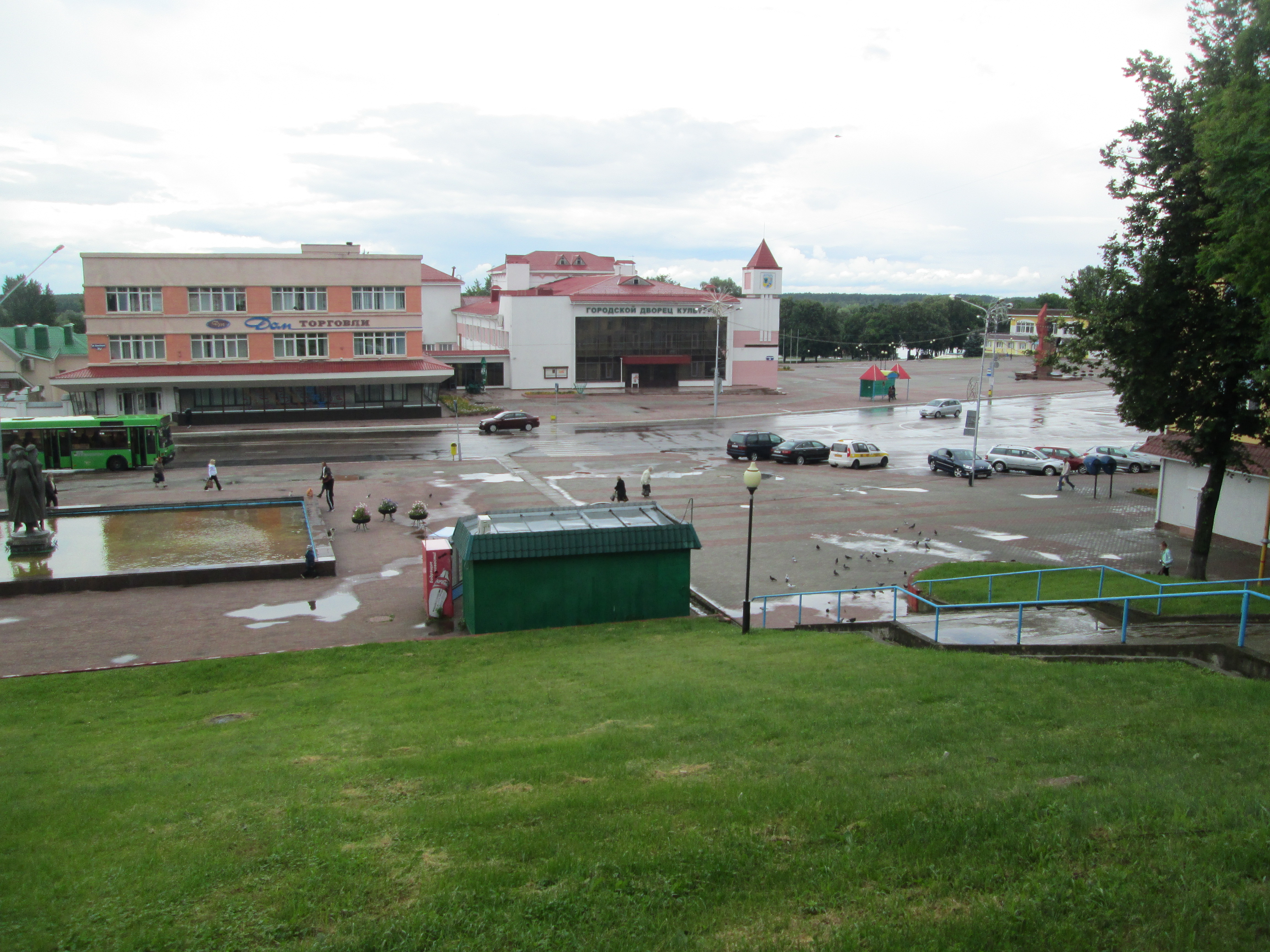
Вигляд на центр
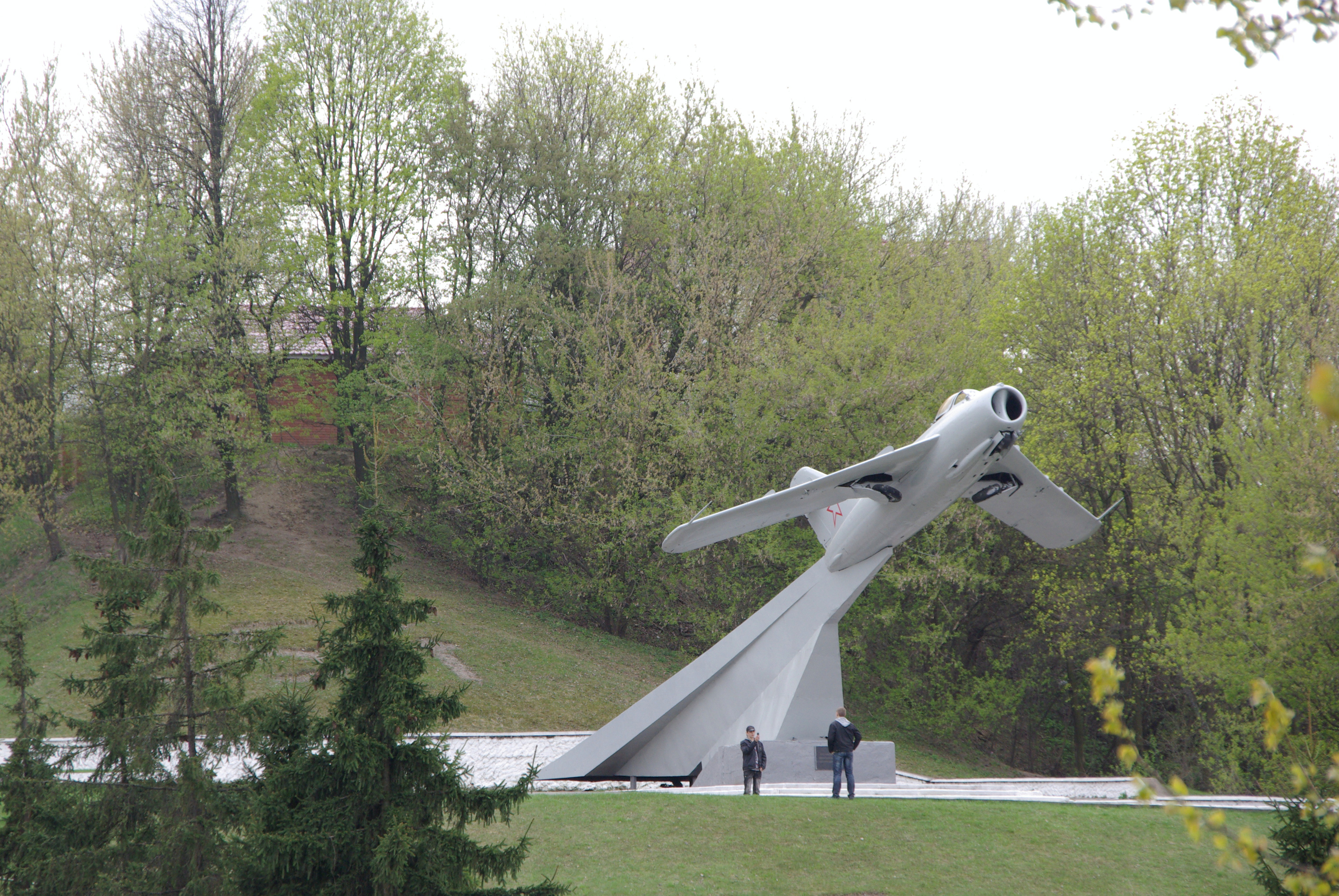
Пам'ятник ВВВ, Міг-15

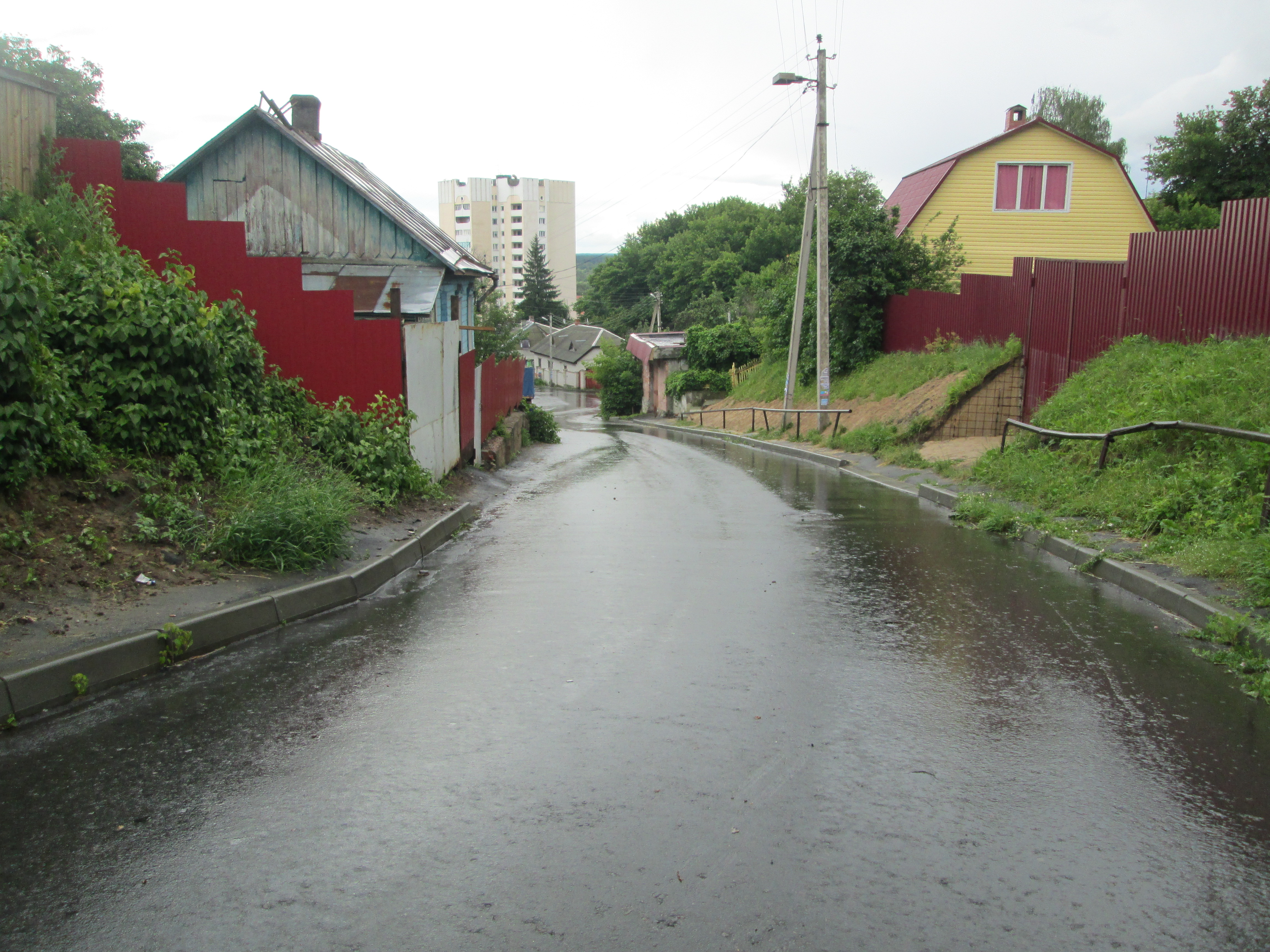
Приватний сектор
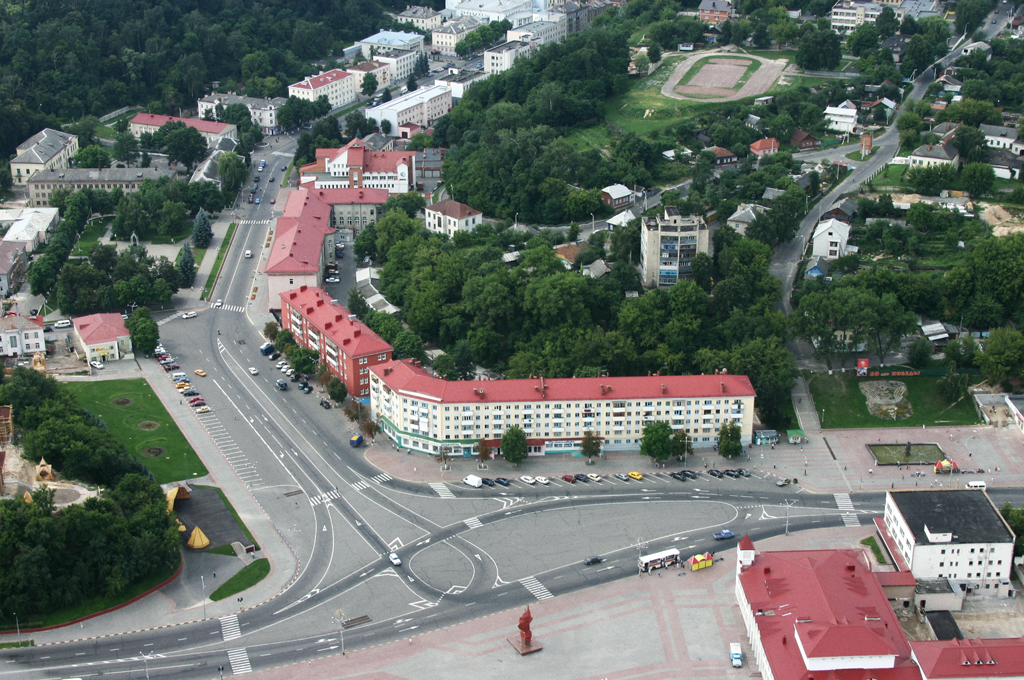
Центр с висоти пташиного польоту
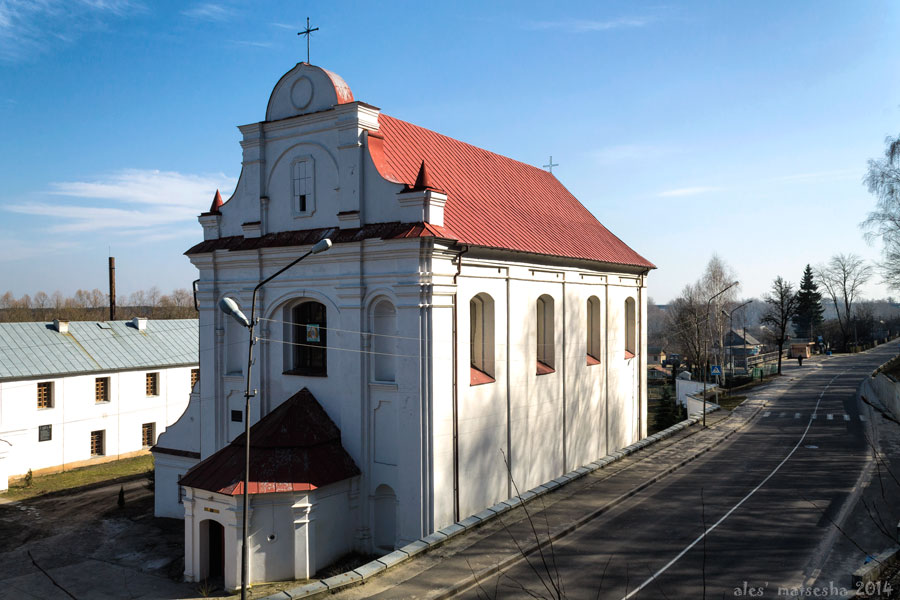
Костел Святого Архангела Михайла
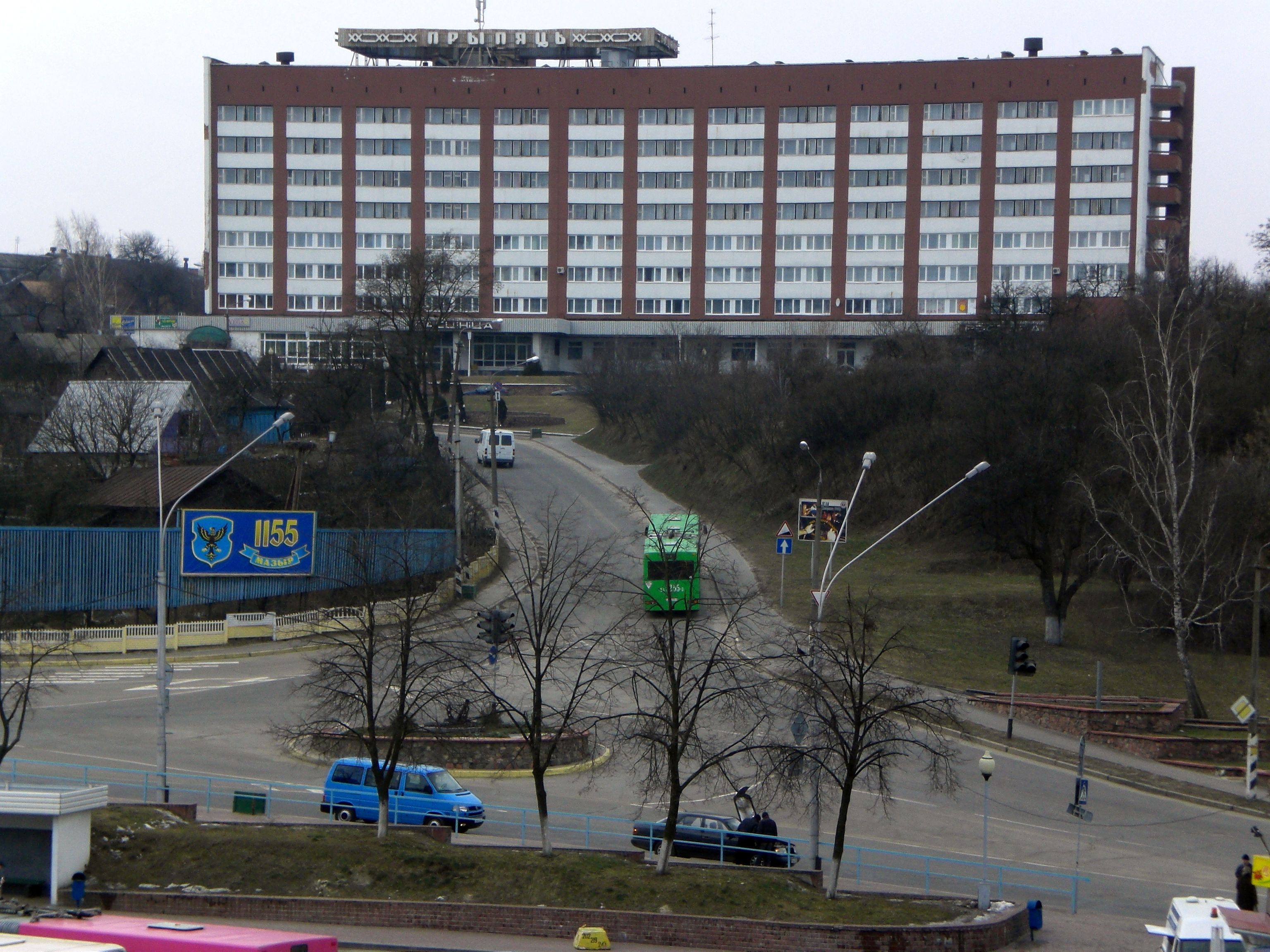
Готель «Прип'ять»
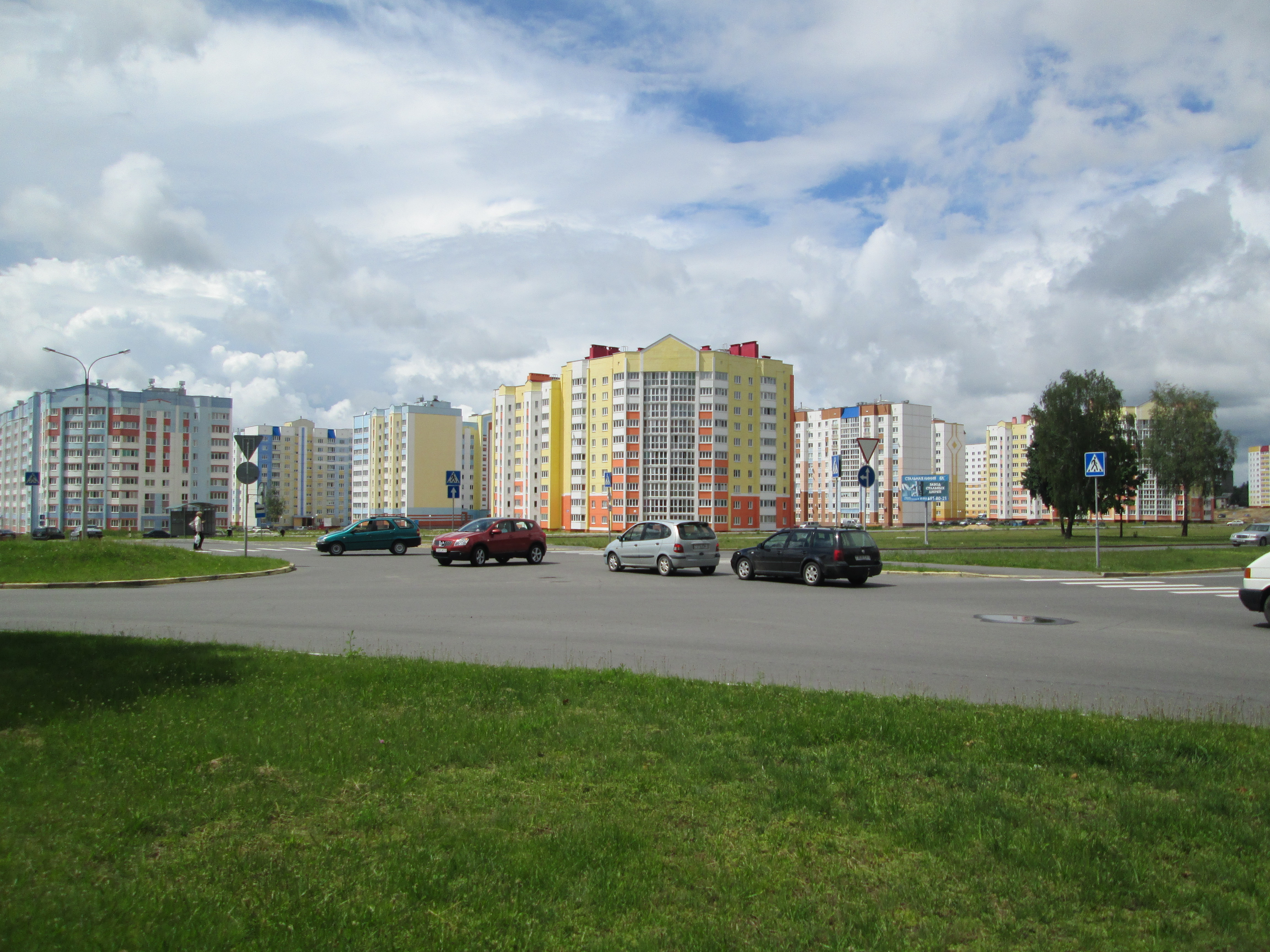
Новий мікрорайон
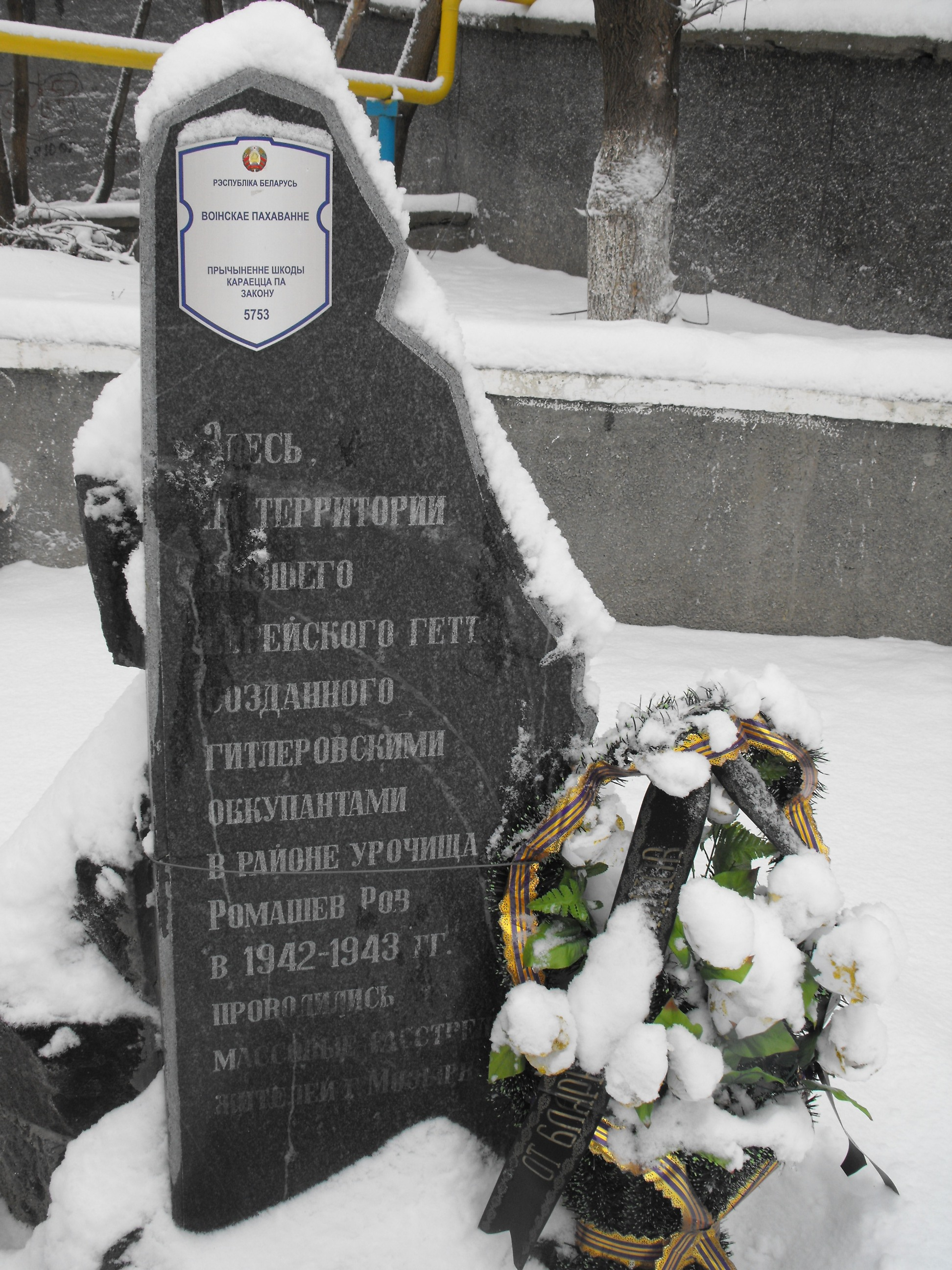
Пам'ятник жертвам гетто